# شل پی‌ال‌سی
شل پی‌ال‌سی (به انگلیسی: Shell plc) شرکت نفت‌وگاز چندملیتی بریتانیایی است، که دفتر مرکزی آن در ساختمان شل‌سنتر واقع در شهر لندن مستقر می‌باشد.
ریشه‌های تأسیس شل به سال ۱۸۹۰ بازمی‌گردد، که ژان باپتیست آگوست کسلر و هنری دیتردینگ اقدام به تأسیس شرکت نفت رویال داچ در کشور هلند نمودند. بازوی بریتانیایی این شرکت نیز در سال ۱۸۹۷ توسط مارکوس ساموئل، در پادشاهی متحد بریتانیای کبیر و ایرلند راه‌اندازی شد. در سال ۱۹۰۷ درپی اتحاد شرکت نفت رویال داچ و شرکت شل، شرکت رویال داچ شل شکل گرفت. از زمان اتحاد این دو شرکت تحت این عنوان، این شرکت به گونه دوبورسی اداره می‌شد به این شکل که دو شرکت وجود حقوقی و بازار سهام جداگانه خود را حفظ کرده بودند اما به گونه یک همکاری واحد اداره می‌شدند. تا ژانویه ۲۰۲۲ این شرکت دو گونه سهام A و B داشت و یک دفتر مرکزی در لاهه هلند و یک دفتر رسمی در شل‌سنتر لندن داشت که در این زمان دو سهام باهم ادغام شده، دفتر مرکزی به شل‌سنتر منتقل گردید همچنین نام شرکت به شل پی‌ال‌سی تغییر یافت.
این شرکت امروزه به‌عنوان یکی از بزرگترین شرکت‌های جهان به‌شمار می‌آید. شرکت شل در سال ۲۰۱۱ درآمدی بالغ بر ۴۷۰ میلیارد دلار کسب نمود و به‌عنوان دومین شرکت بزرگ جهان بر پایه میزان درآمد شناخته شد. این شرکت همچنین یکی از شش شرکت بزرگ نفتی جهان است، که با عنوان «سوپرمیجر» شناخته می‌شوند.
حوزه فعالیت‌های شرکت شل، کل زنجیرهٔ صنایع نفت‌ و گاز را دربرمی‌گیرد، از عملیات اکتشاف، توسعه و تولید نفت خام و گاز طبیعی، تا پالایش، انتقال و پخش فراورده‌های نفتی، همچنین تولید محصولات پتروشیمی و مواد شیمیایی. این شرکت در دهه‌های گذشته به زمینه تولید و توزیع برق نیز وارد شده و هم‌اکنون بزرگ‌ترین عرضه‌کننده انرژی‌های تجدیدپذیر در جهان به‌شمار می‌آید، که تولید و توزیع سوخت‌های زیستی، انرژی بادی، انرژی خورشیدی و هیدروژنی را دربرمی‌گیرد.
شل دارای عملیات در بیش از ۹۰ کشور جهان است و ۴۷ پالایشگاه را در مالکیت دارد. ظرفیت تولید نفت خام شرکت شل به‌طور متوسط معادل ۳ میلیون و ۱۰۰ هزار بشکه در روز است. این شرکت مالک شبکه گسترده‌ای از ۴۴ هزار جایگاه پمپ بنزین در کشورهای مختلف جهان می‌باشد. بزرگترین شرکت تابعه شل، شل یواس‌ای است، که مدیریت دارایی‌های این شرکت در ایالات متحده آمریکا را برعهده دارد. از دیگر زیرمجموعه‌های شل، می‌توان به: شل کانادا، شل استرالیا، شل نیجریه، شل کمیکالز، گسترا و شل پاکستان اشاره کرد.
بخشی از سهام شل در بازارهای بورس لندن، بورس نیویورک و بورس یورونکست آمستردام معامله می‌شود. شرکت شل در تاریخ ۶ ژوئیه ۲۰۱۲ با ارزش بازار ۱۴۰٫۹ میلیارد پوند، به‌عنوان بزرگترین شرکت فعال در بورس لندن معرفی شد.

## تاریخچه

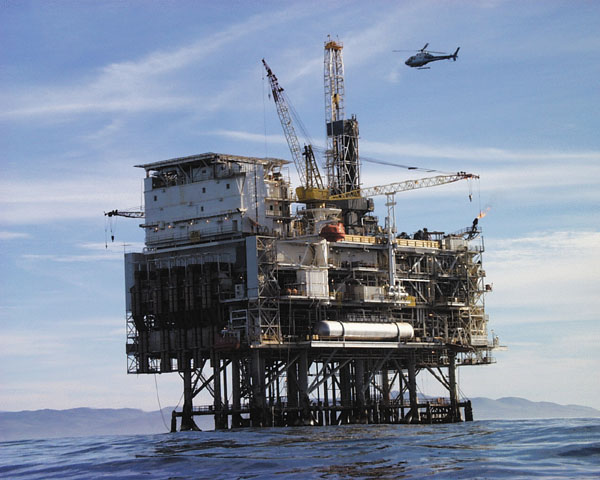
سکوی حفاری شل، در دریای شمال

ریشه‌های تأسیس شرکت شل به سال ۱۸۹۰ میلادی و تأسیس شرکت نفت رویال داچ بازمی‌گردد. شاخه انگلیسی این شرکت نیز تحت عنوان شرکت شل در اواخر همین دهه شکل گرفت. شاید بتوان شرکت‌های بسیاری را در جهان نشان داد، که به مرور زمان حوزه فعالیت خود را تغییر داده و پس از مدتی در شاخه‌ای جدید به فعالیت پرداخته‌اند، اما تعداد شرکت‌هایی که این تحول در کسب‌وکار در آن‌ها رخ داده و برای آن‌ها جهشی رو به جلو بوده و باعث پیشرفت فوق‌العاده آن‌ها شده، انگشت‌شمار می‌باشند. شرکت شل یکی از این شرکت‌ها محسوب می‌شود.
سال‌ها پیش که مارکوس ساموئل پدر، تجارت اشیای عتیقه را در بریتانیا آغاز کرد، سپس صادرات و واردات صدف دریایی را به آن افزود، تصور نمی‌رفت که صدف‌های زیر دریا، آرام‌آرام به نفت‌کش‌های غول‌پیکری تبدیل شوند، که نفت و فراورده‌های نفتی را جابجا نمایند. برادران ساموئل اگر چه راه پدر را در پیش گرفتند، اما مارکوس ساموئل پسر، در اواخر عمر خود، شرکت ترابری و تجارت شل را تأسیس کرد، که پس از ادغام با شرکت نفت رویال داچ در سال‌های آغازین قرن بیستم، شرکت رویال داچ شل متولد شد.

### شرکت نفت رویال داچ
شرکت نفت رویال داچ (به انگلیسی: Royal Dutch Petroleum Company) یا شرکت نفت سلطنتی هلند شرکت نفتی هلندی بود، که در سال ۱۸۹۰ میلادی توسط جین باپتیست آگوست کسلر و هنری دیتردینگ بنیانگذاری شد. این شرکت زمانی شکل گرفت که موضوع توسعه نفت در سوماترا مطرح شده بود. تحت مدیریت  کسلر ودترونیگ سازمانی تشکیل شد، که از استراتژی ذخیره‌سازی و انتقال نفت استفاده می‌نمود.
نخستین فعالیت شرکت رویال داچ به دستور ویلیام سوم؛ پادشاه هلند و به‌منظور اکتشاف و حفاری در حوضه‌های نفتی واقع در هند شرقی هلند، که امروزه اندونزی خوانده می‌شود، آغاز شد.

### شرکت شل

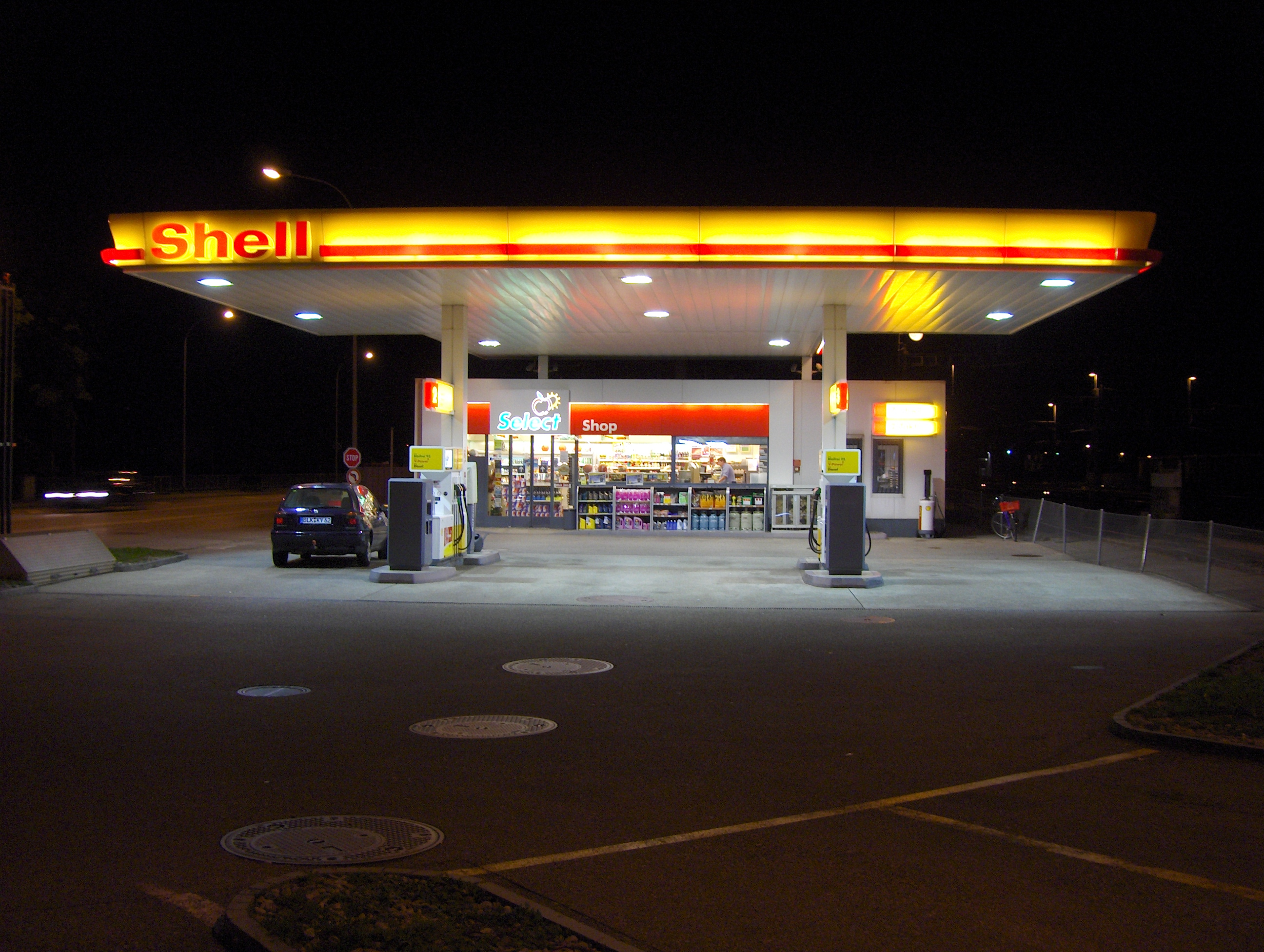
پمپ بنزین شل، در سولوتورن، سوئیس

شرکت شل (به انگلیسی: Shell) یک شرکت بریتانیایی بود، که در سال ۱۸۹۷ توسط مارکوس ساموئل و برادرش؛ ساموئل ساموئل در پادشاهی متحد بریتانیای کبیر و ایرلند تأسیس شد.
فعالیت اولیه شرکت شل در قالبی غیرنفتی شکل گرفت. در سال ۱۸۳۳ مارکوس ساموئل اول، یک فروشنده جوان اشیای عتیقه در شرق لندن تصمیم می‌گیرد، تجارت خود را گسترش دهد. او صدف‌های دریایی واقع در دریای خزر را برای کار خود برمی‌گزیند، که در آن روزها بازار خوبی داشت و همین کار موفقیت او را در صادرات و واردات رقم زد.
نیم قرن بعد مارکوس ساموئل پسر و برادرش کسب‌وکار خانوادگی را ادامه و آن را توسعه دادند. آن‌ها آغاز به صادرات ماشین‌آلات، پارچه و ابزار از بریتانیا نمودند، سپس از خاور دور، برنج و چینی‌آلات وارد می‌کردند.
در بازگشت از سفر ژاپن، مارکوس به کسب‌وکار صادرات نفت از باکو و روسیه علاقه‌مند شد. در آن دوره انتقال دریایی نفت معضلی برای همه شرکت‌های نفتی به‌شمار می‌آمد. بشکه‌ها نشت پیدا می‌کرد و فضای بسیاری نیز در کشتی اشغال می‌شد. برادران ساموئل برای نخستین بار از مخزن به‌منظور نگهداری و جابجایی نفت استفاده کردند، که در این صنعت یک رویکرد انقلابی محسوب می‌شد.
سال ۱۸۹۲ نخستین نفتکش‌ها توسط شل مورد بهره‌برداری قرار گرفت. ابتکار دیگر نیز استفاده از کانال سوئز بود. در سال ۱۸۹۷ نام شل با برند (نشان تجاری) معروف خود؛ «صدف» ظاهر شد.
با آنکه مارکوس ساموئل پسر در یک سال پایانی عمر دچار سرطان شده بود، اما همت خود را به کار برد و این شرکت را ثبت نمود، که ابتدا نام آن را «سندیکای تانکر» گذاشت. این نام به‌سرعت به شرکت ترابری و تجارت شل تغییر یافت. تا سال ۱۹۱۹ میلادی شرکت بریتانیایی شل دارای هشت کشتی نفت‌کش بود.

### رویال داچ شل

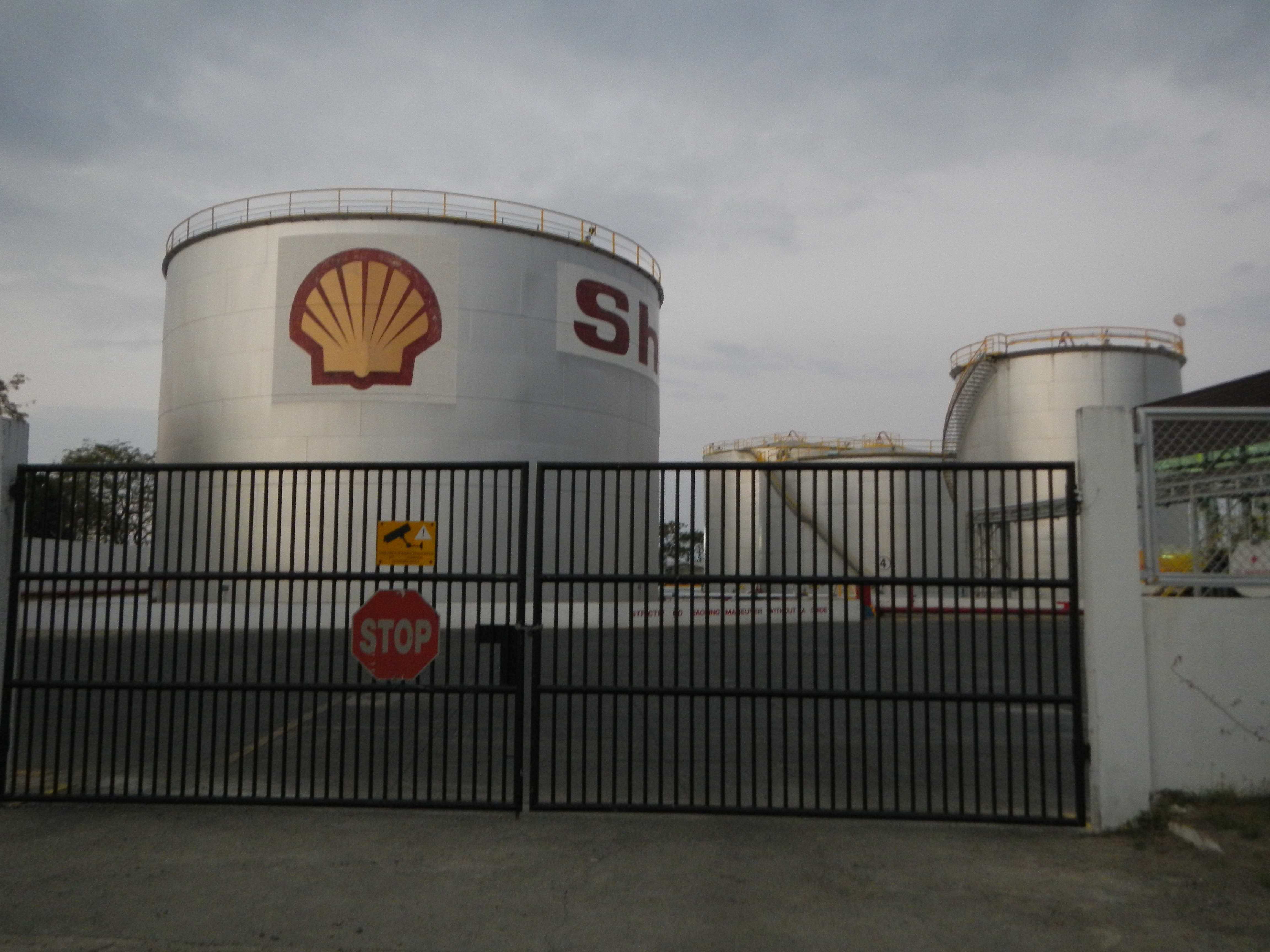
مخزن ذخیره بنزین شل، در سان فرناندو سیتی

رویال داچ شل در سال ۱۹۰۷ به‌منظور رقابت با شرکت آمریکایی استاندارد اویل، متعلق به جان دیویس راکفلر و نیز برای رفع چالش‌های ایجاد شده به‌علت بحران سال ۱۹۰۷ دو شرکت رویال داچ و شرکت شل با یکدیگر ادغام شدند.
شرایط ادغام نیز به اینصورت بود، که در شرکت جدید، طرف بریتانیایی مالک ۴۰٪ از سهام و طرف هلندی ۶۰٪ از سهام را به خود اختصاص می‌داد. شرکت تازه تأسیس رویال داچ شل نام گرفت و برای نخستین بار در شهر لندن ثبت گردید.
شرکت جدید خیلی سریع به شهرت رسید. دو سال پس از تأسیس، سوخت هواپیمای نخستین فردی که بر فراز کانال انگلیس پرواز کرد، از شرکت رویال داچ شل تأمین شد.

### دهه ۱۹۲۰ و ۱۹۳۰ میلادی

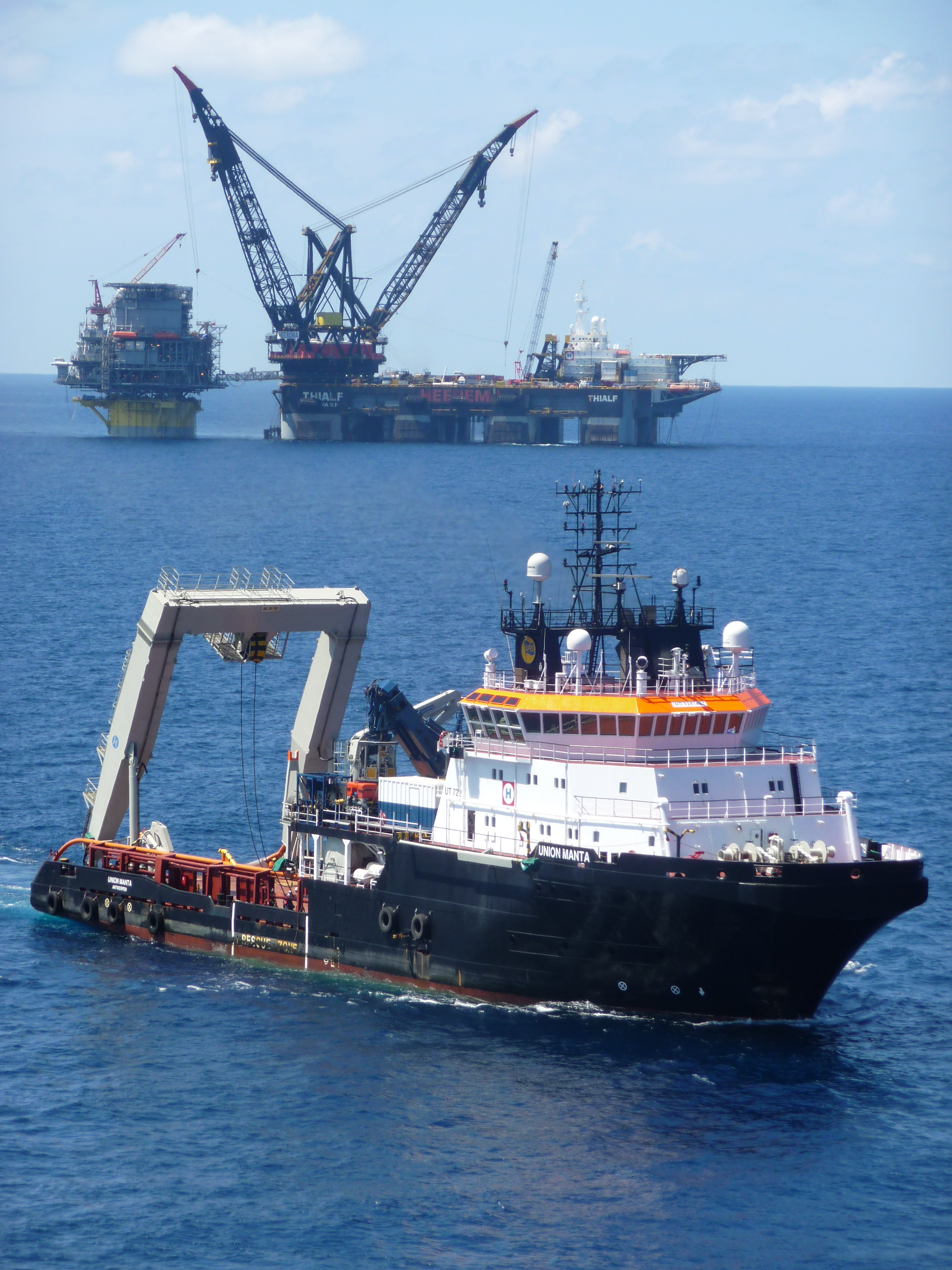
سکوی نیمه شناور فراساحلی و کشتی چندمنظوره متعلق به شل در خلیج مکزیک

در سال ۱۹۲۱ شرکت شل-مکس اند بی‌پی که محصولات خود را با دو برند شل و ایگل در بازار انگلیس عرضه می‌کرد تشکیل شد. در انتهای دهه ۱۹۲۰ رویال داچ شل پیشرو و رهبر شرکت‌های نفتی جهان بود و با تصاحب ۱۰ درصد از نفتکش‌های جهان، معادل ۱۵ درصد از مجموع نفت خام جهان را تأمین می‌کرد.
در سال ۱۹۲۹ شرکت شل کمیکال تأسیس و به شل اضافه شد، که بخشی از موفقیت‌های سال‌های آتی شرکت شل مدیون فعالیت‌های این شرکت تابعه بوده‌است. این شرکت در آغاز دهه ۱۹۳۰ میلادی وارد بازار ایالات متحده آمریکا شد. اما در سال ۱۹۳۲ و همزمان با بحران اقتصادی آن دوران با مشارکت شرکت نفت انگلیس؛ بریتیش پترولیوم؛ شرکت شل-مکس اند بی‌پی با هدف عرضه محصول در بازار بریتانیا تشکیل شد. این مشارکت تا سال ۱۹۷۵ پابرجا بود.

### دهه ۱۹۴۰ و ۱۹۵۰ میلادی
در سال ۱۹۴۶ رویال داچ شل برنامه‌های اکتشافی جدیدی در آفریقا و آمریکای جنوبی اجرا کرد و نخستین نفت زیر دریا را در خلیج مکزیک استخراج نمود. این شرکت در سال ۱۹۴۹ به شرکت شل تغییر نام داد. در سال ۱۹۵۰ شل به تیم فراری در مسابقات فرمول یک پیوست.
در ۱۹۵۲ شرکت شل نخستین شرکت هلندی بود، که از فناوری رایانه‌ای در صنعت نفت استفاده نمود. این رایانه از سری فرانتی مارک بود و در آزمایشگاه آمستردام متعلق به این شرکت راه‌اندازی شده بود. در سال ۱۹۵۴ شرکت شل با مشارکت در قرارداد کنسرسیوم به بازار نفت ایران وارد شد.

### دهه ۱۹۶۰ و ۱۹۷۰ میلادی

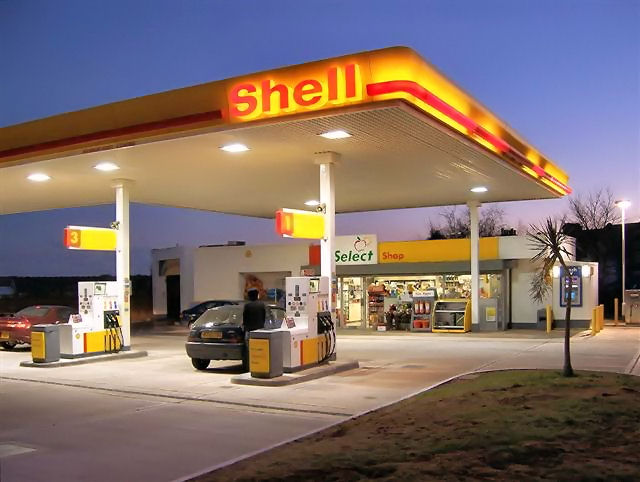
جایگاه پمپ بنزین شل در ازمیر، ترکیه

شرکت شل در دهه ۱۹۶۰ میلادی با تغییر سیاست‌گذاری خود به شرکتی بین‌المللی تبدیل شد و مدیریت وقت شل افراد محلی را در راس پست‌های حساس و کلیدی شرکت قرار داد. شعار شل در این دوران «محلی فکر کنید و محلی عمل کنید» بود.
در دهه ۱۹۶۰ میلادی این شرکت حضور قوی در خاورمیانه داشت و اکتشافات جدیدی در آزمایشگاه‌های متعدد آن به بخش عملیاتی صنعت نفت جهان عرضه گردید. رزین‌های اپوکسی و شوینده‌های مایع، از آن جمله است.
در سال ۱۹۷۱ با مشارکت شرکت رویال داچ شل و شرکت ایتالیایی؛ آجیپ موفق به کشف بزرگترین میدان گازی جهان (گنبد شمالی مشترک با پارس جنوبی ایران) در قطر شد، که در سال ۱۹۷۳ دولت قطر معادل ۲۵ درصد از سهام این مشارکت را خریداری نمود و در ۱۹۷۴ دولت قطر سهم خود را به ۶۰ درصد افزایش داد و در نهایت در سال ۱۹۸۰ مالکیت دولت قطر بر این مشارکت کامل شد.
در سال ۱۹۷۳ بحران نفتی، شوک قیمتی وارد کرد و رویال داچ شل به دنبال کاهش قیمت نفت نخستین گام‌ها را به سمت تولید انرژی‌های تجدیدشونده مانند انرژی خورشیدی و سوخت‌های پاک برداشت.

### دهه ۱۹۸۰ و ۱۹۹۰ میلادی

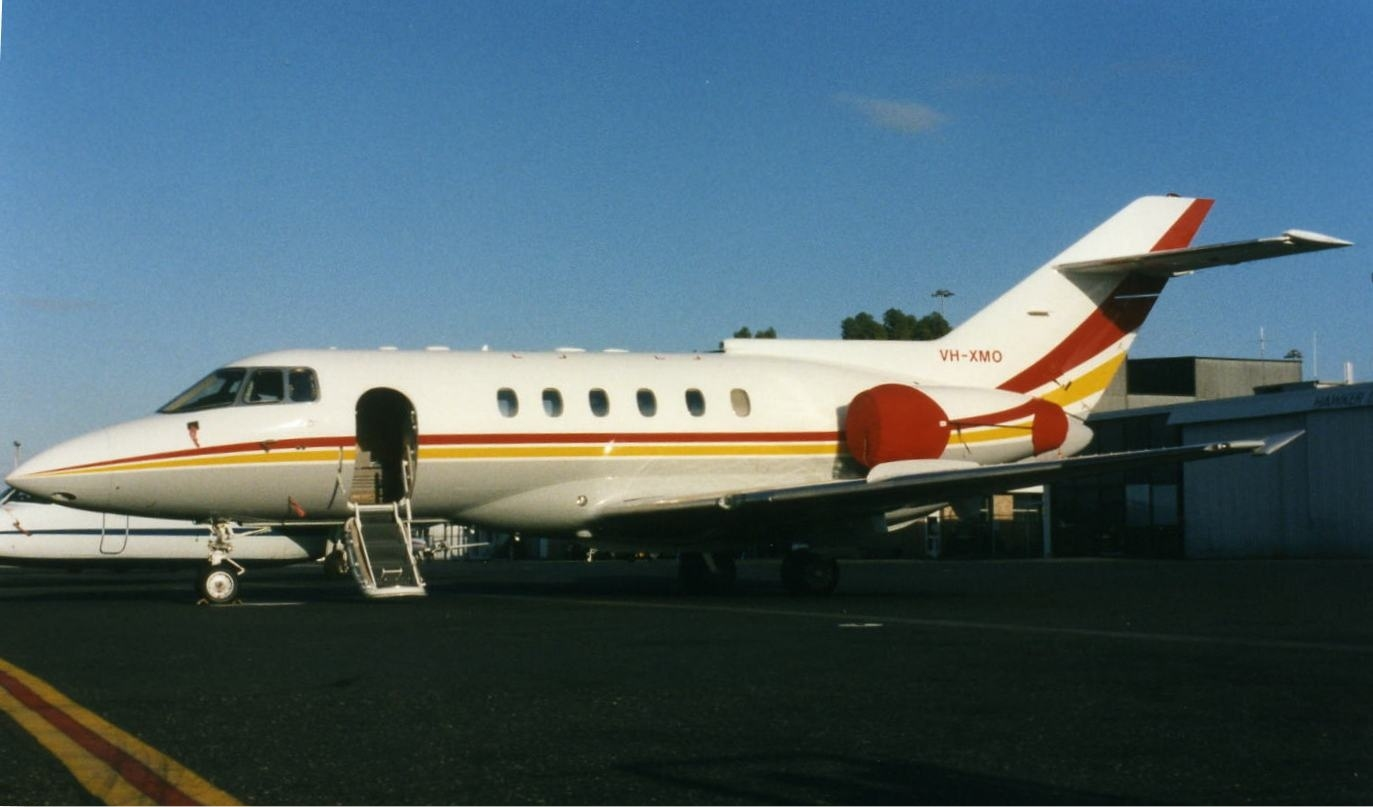
جت هاوکر ۸۰۰ شل در فرودگاه پرت، استرالیا

در اواخر دهه ۱۹۸۰ میلادی رویال داچ شل کسب‌وکار ال‌ان‌جی را آغاز کرد و تولید سوخت‌های تجدیدشونده رونق گرفت. در طول دهه ۱۹۹۰ سرمایه‌گذاری شل در زمینه انرژی خورشیدی، انرژی بادی، سوخت‌های پاک و انرژی هیدروژنی به‌سرعت گسترش یافت.

### دهه ۲۰۰۰ و ۲۰۱۰ میلادی
رویال داچ شل در سال ۲۰۰۵ به یک تجدید ساختار سازمانی دست زد و براساس انرژی‌های نوین، شرکتی جدید را خلق کرد که در ۱۴۶ کشور جهان به صورت یک گروه جهانی از شرکت‌های انرژی، پتروشیمی و شیمیایی عمل می‌نماید.
شل تا دهه ۲۰۰۰ میلادی خود را به قله برترین‌ها در حوزه نفت و فراورده‌های نفتی کشانده بود. در اواسط دهه ۲۰۰۰ و در سال ۲۰۰۶ این شرکت با به‌کارگیری مدیرعامل سابق شرکت نوکیا؛ یورما اولیلا در ریاست هیئت مدیره خود، رؤیای کسب مقام برتر در این حوزه را داشت.
باتوجه به اختلاف اندک با دو شرکت اکسون‌موبیل و وال‌مارت و نیز دورخیز رویال داچ شل در سرمایه‌گذاری وسیع در حوزه استراتژی‌های نوین و سوخت‌های پاک و تجدیدپذیر، بعید نمی‌نماید که در آینده‌ای نه‌چندان دور، این شرکت را در راس فهرست شرکت‌های برتر جهان ببینیم.

## نشان تجاری

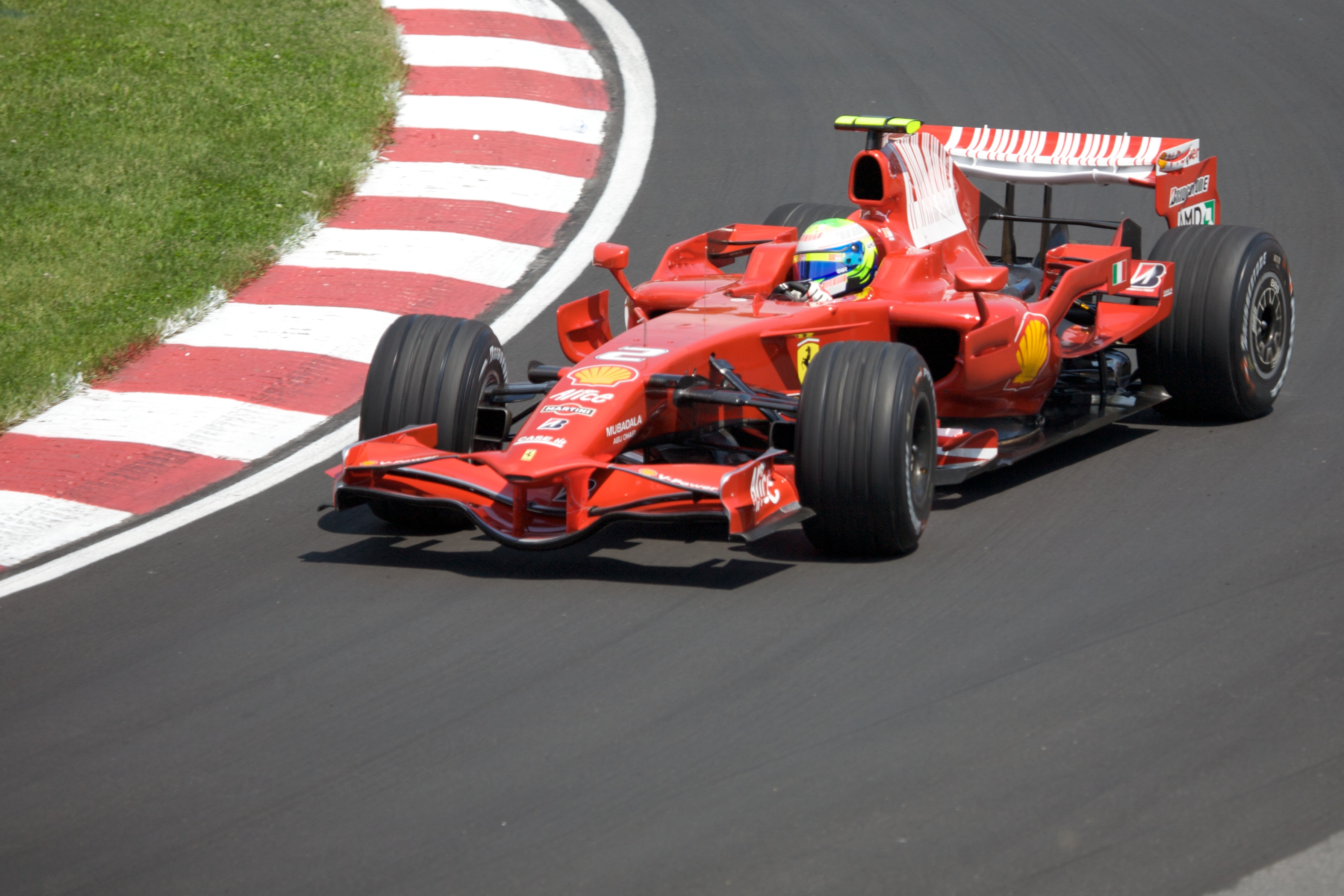
فیلیپه ماسا راننده اسکودریا فراری جایزه بزرگ کانادا ۲۰۰۸، اسپانسر؛ شل

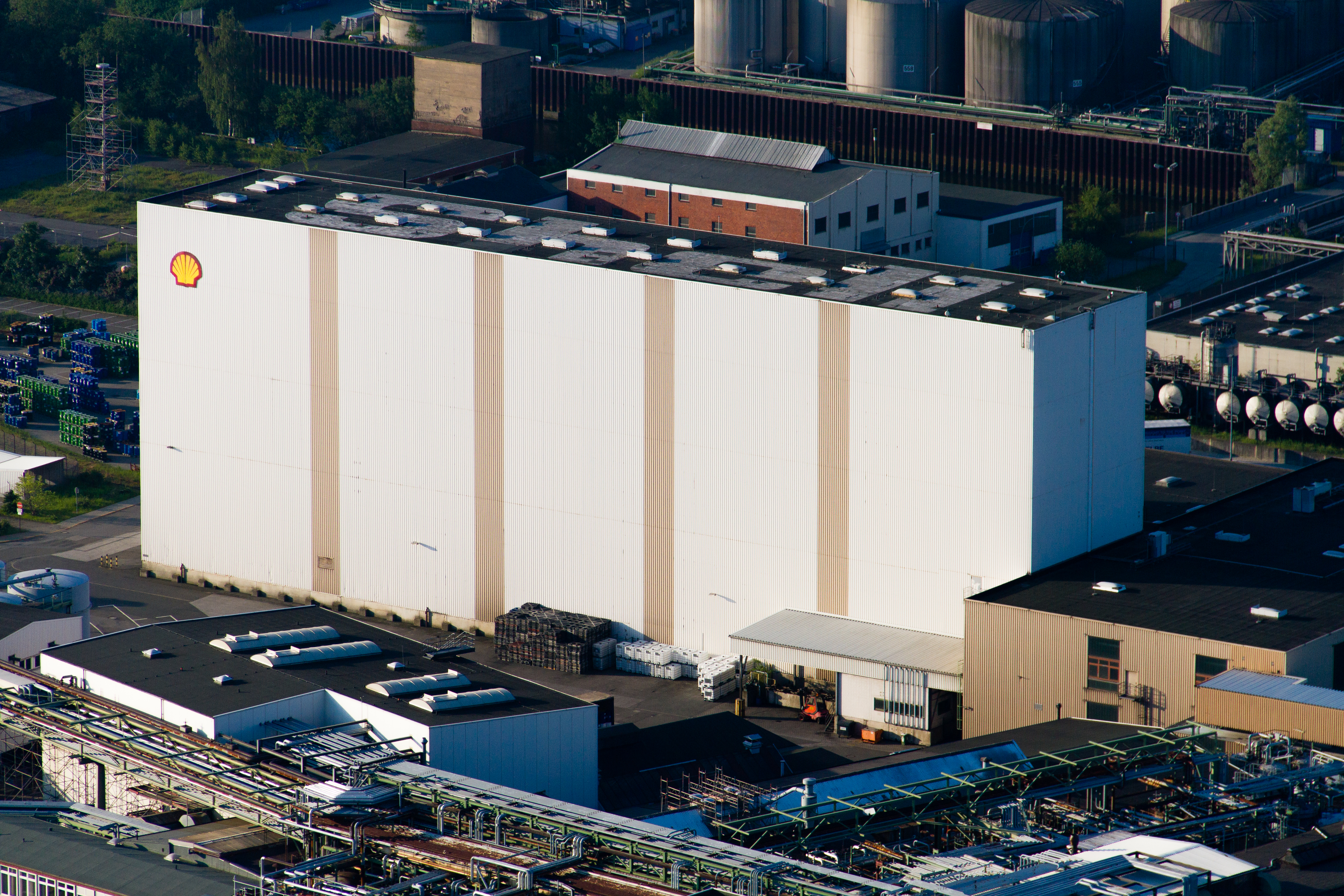
پالایشگاه شل در شهر هامبورگ

لوگو یا نشان تجاری شرکت رویال داچ شل، نمادی از نخستین حوزهٔ فعالیتی این شرکت یعنی صید و تجارت صدف می‌باشد.
نمونه اولیه لوگوی شرکت رویال داچ شل (سال ۱۹۰۰) یک صدف دوکفه‌ای رودخانه‌ای با نمای جانبی بود، که در سال ۱۹۰۹ به صدف دلمه‌ای با نمای از بالا به پایین تغییر یافت.
نشان تجاری این شرکت در طول سال‌های قرن بیستم تغییرات بسیاری پیدا کرد و در سال ۱۹۱۵ رنگ زرد با حاشیه قرمز به‌عنوان رنگ‌های منتخب این علامت تجاری انتخاب شد.
در خصوص انتخاب این دو رنگ دلایل مختلفی ذکر شده‌است. رنگ بدنه کشتی‌های اولیه شرکت شل قرمز رنگ بود، تا از بقیه نفتکش‌ها قابل شناسایی باشد. همچنین شرکت‌هایی که با کشور اسپانیا دادوستد داشتند با الهام از رنگ پرچم این کشور رنگ‌های طلایی و قرمز را انتخاب می‌کردند.
گروهی نیز بر این باورند که رویال داچ شل شرکت استاندارد اویل کالیفرنیا را در حکم رقیب خود پیش رو داشت. این شرکت رنگ زرد با حاشیه قرمز را انتخاب کرد تا حس متفاوتی در مقایسه با لوگوی شرکت استاندارد اویل کالیفرنیا القاء کند.
واپسین ویرایش عمده در نشان تجاری این شرکت را در سال ۱۹۷۱ یکی از مشهورترین طراحان صنعتی قرن بیستم یعنی ریموند لوئیز انجام داد. لوگوی نهایی شرکت شل که در حال حاضر نیز استفاده می‌شود، به گونه‌ای طراحی شده‌است که در بیشتر مواقع بیننده به تمرکز بسیار برای یادآوری نام مالک این علامت تجاری نیاز ندارد.

## ارزش‌های سازمانی
شل کسب‌وکار خود را بر اساس یک تعهد شفاف برای درست عمل‌کردن بنیان نهاده است. ارزش‌های اصلی شل عبارت است از صداقت، درستی و احترام به مردم. رویال داچ شل مدعی است که گروه‌های متنوع مردم را استخدام می‌کند و برای آن‌ها ارزش می‌آفریند. به حقوق انسان‌های همکار احترام می‌گذارد و شرایط کار ایمن و زمینه رشد و توسعه استعدادهای آن‌ها را فراهم می‌آورد.

## عملیات

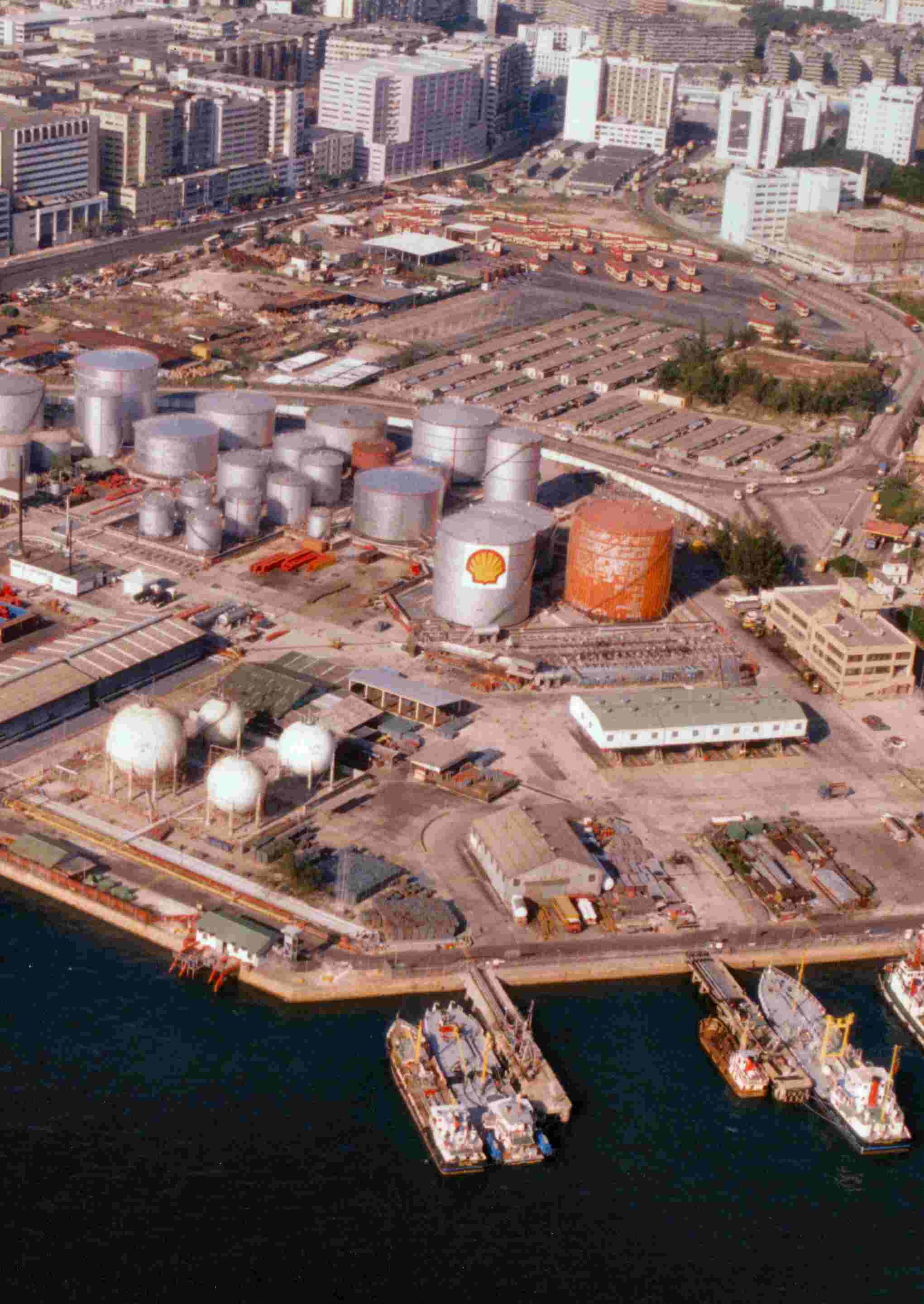
مخازن نفت رویال داچ شل در کشور هنگ کنگ

از نظر عملیات اجرایی فعالیت‌های شرکت شل به ۴ گروه عمده تقسیم می‌شود:
- بخش بالادستی بین‌المللی
- بخش بالادستی آمریکا
- بخش پایین‌دستی
- بخش پروژه‌ها و فناوری

### بخش بالادستی بین‌المللی
بخش بالادستی بین‌المللی از رویال داچ شل مدیریت پروژه‌های بخش بالادستی در خارج از آمریکا را برعهده دارد. وظیفه آن اکتشاف و تولید نفت خام، گاز طبیعی و گازمایع و انتقال این محصولات به بخش‌ها و زیرساخت‌های لازم برای انتقال نفت و گاز به بازار فروش است.
از وظایف دیگر این بخش، هماهنگی با بخش میان‌دستی شرکت شل می‌باشد. از نظر جغرافیایی، بخش بالادستی بین‌الملل عملیات بالادستی رویال داچ شل در تمامی کشورهای جهان بجز قاره آمریکا را مدیریت می‌نماید.

### بخش بالادستی آمریکا

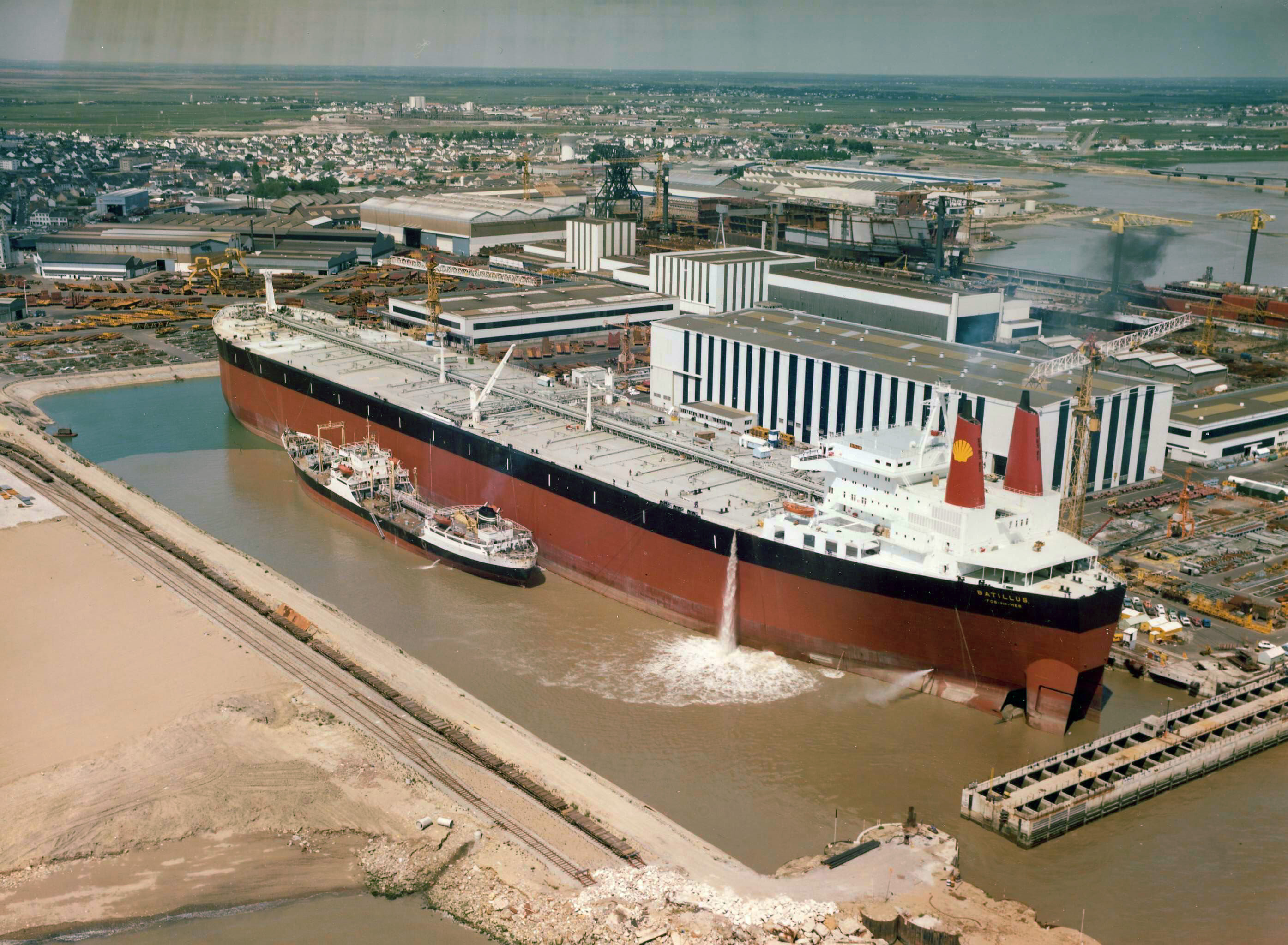
نفت‌کش، متعلق به رویال داچ شل

بخش بالادستی آمریکا مدیریت پروژه‌های بخش بالادستی نفت و گاز در آمریکای شمالی و جنوبی را برعهده دارد. وظیفه این بخش، اکتشاف و تولید نفت خام، گاز طبیعی و مدیریت کلیه بخش‌های میان‌دستی و بالادستی رویال داچ شل در آمریکای شمالی و جنوبی می‌باشد. از وظایف دیگر این بخش استخراج قیر از ماسه‌های نفتی بوده که به نفت خام مصنوعی تبدیل شده‌است.

### بخش پایین‌دستی

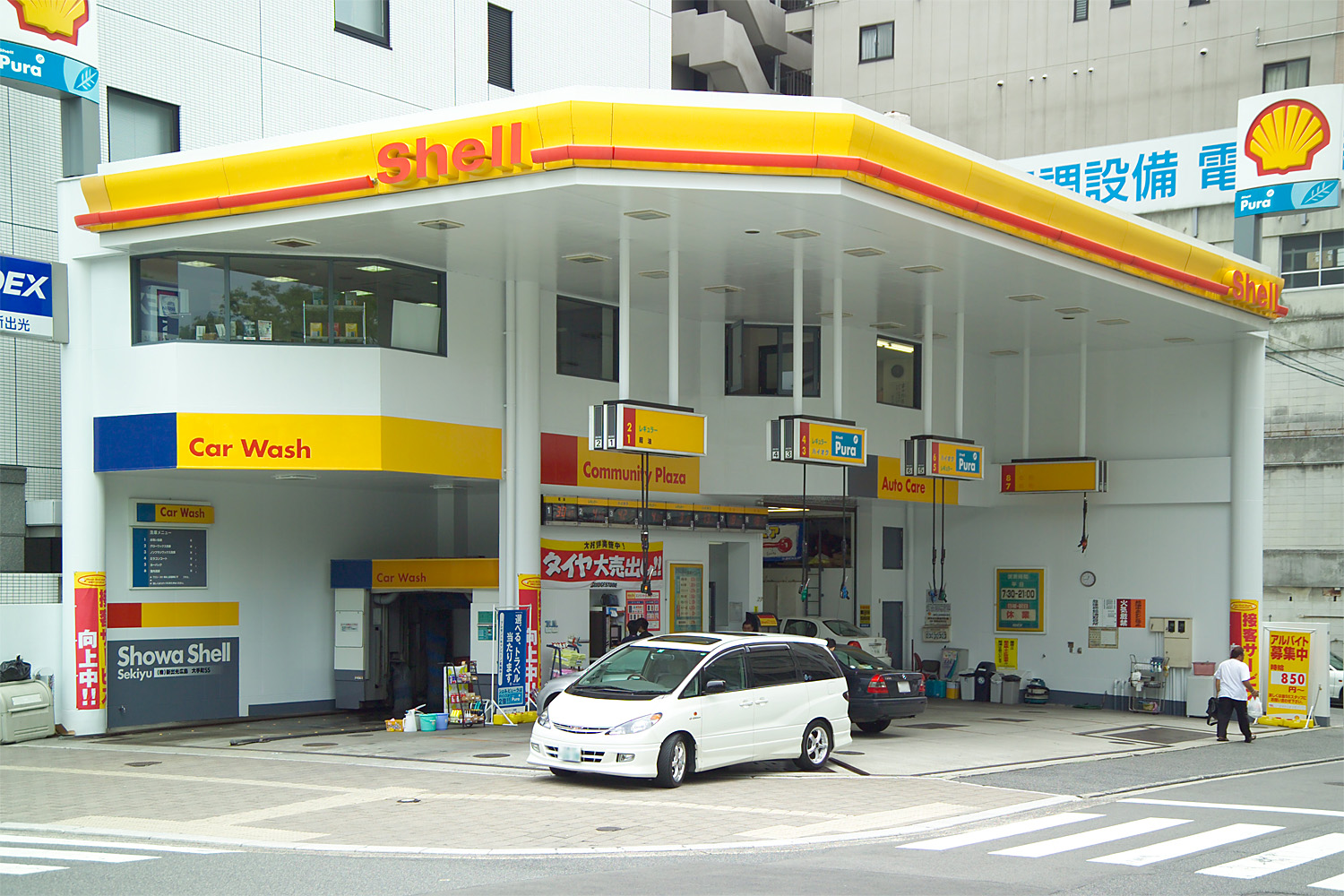
جایگاه پمپ بنزین شل در هیروشیما، ژاپن

بخش پایین‌دستی شل مدیریت توزیع، بازاریابی و مدیریت بر کارخانجات تولید فراورده‌های نفتی و مواد شیمیایی را برعهده دارد. فعالیت دیگر این بخش ساخت پالایشگاه، کارخانه‌های تولید محصولات شیمیایی و نیز کارخانجات پتروشیمی است. از دیگر فعالیت‌های منحصربفرد این بخش از رویال داچ شل احداث خطوط لوله انتقال نفت و گاز طبیعی می‌باشد. بخش پایین‌دستی شل وظیفه انتقال و ترابری نفت خام، گاز طبیعی و کلیه فراورده‌های نفتی شل را در سراسر جهان بر عهده دارد.

### بخش پروژه‌ها و فناوری
بخش پروژه‌ها و فناوری شل مدیریت تحویل پروژه‌های بزرگ را برعهده دارد. وظیفه دیگری که برعهده این بخش است، نظارت بر کلیه مراکز تحقیقاتی و فناوری شل در کشورهای مختلف می‌باشد. این مدیریت همچنین ارائه‌دهنده خدمات فنی به هر ۲ بخش بالادست و پایین‌دست شرکت شل می‌باشد.

## استراتژی و چشم‌انداز
استراتژی شرکت رویال داچ شل، در قالب یک شعار مطرح می‌شود: «صنایع بالادستی مدرن و صنایع پایین‌دستی سودآور».
اهداف گروه شل عبارت است از: مشارکت مؤثر، مسئولیت‌پذیری و سودآوری در نفت، فراورده‌های نفتی، گاز طبیعی، محصولات شیمیایی و دیگر کسب‌وکارهای منتخب، همچنین مشارکت در تحقیق و توسعه دیگر منابع انرژی برای پاسخ‌گویی به نیازهای متغیر مشتری و نیازهای روبه‌رشد جهانی برای انرژی.

## تحقیق و توسعه

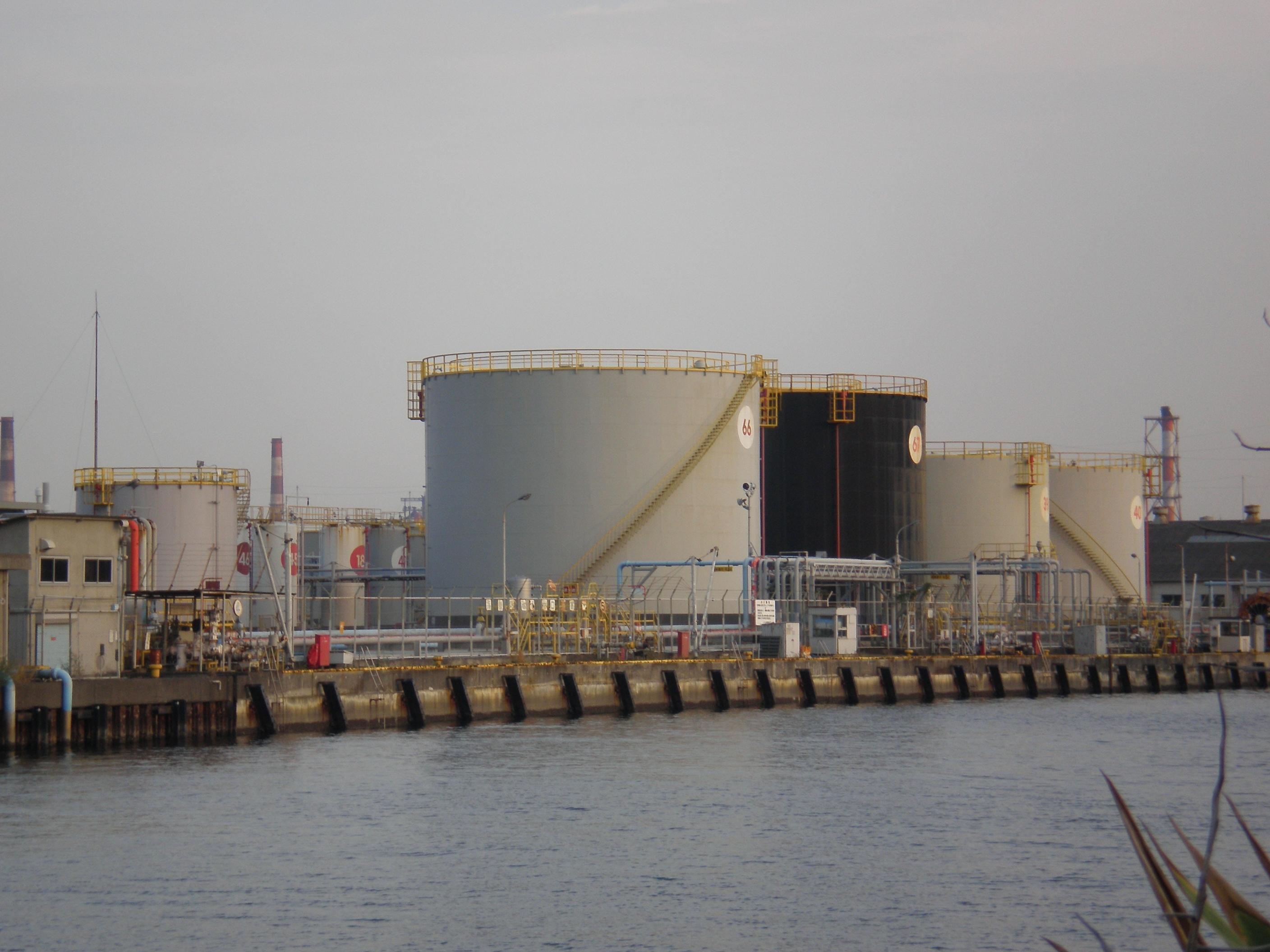
پایانه نفتی شل در یوکوهاما

تحقیق و توسعه محور فعالیت‌های شل به ویژه در حوزه انرژی‌های نوین است. سیاست تحقیق و توسعه در شل عبارت است از: ابداع، توسعه و جذب فناوری در کسب‌وکارهای بالادستی و پایین‌دستی صنعت نفت و نیز سوخت‌های تجدیدپذیر، هیدروژن و دی‌اکسید کربن.
تمرکز فعالیت‌های تحقیق و توسعه رویال داچ شل در حوزه‌های زیر است:
- رهبری فنی، محیطی و هزینه‌ای در کسب‌وکارهای موجود و خلق فرصت‌های کسب‌وکار جدید.
- حفظ مزیت رقابتی در فناوری ال‌ان‌جی به ویژه فرآوری، ایمنی، مسائل زیست‌محیطی ترابری و ذخیره آن.
- تداوم فعالیت‌های تبدیل زغال‌سنگ به گاز و مایع با تأکید بر کاهش هزینه‌های سرمایه‌ای و افزایش فروش و بازدهی کارخانه‌ها و عملکرد زیست‌محیطی.
- خلق راه‌حل‌های فناوری، به منظور افزایش دسترسی به منابع هیدروکربنی و توسعه فراورده‌های مختلف.
- رویال داچ شل تاکنون؛ تعداد ۲۶۶۲۱ اختراع، به نام خود، ثبت کرده‌است.

## میزان فروش

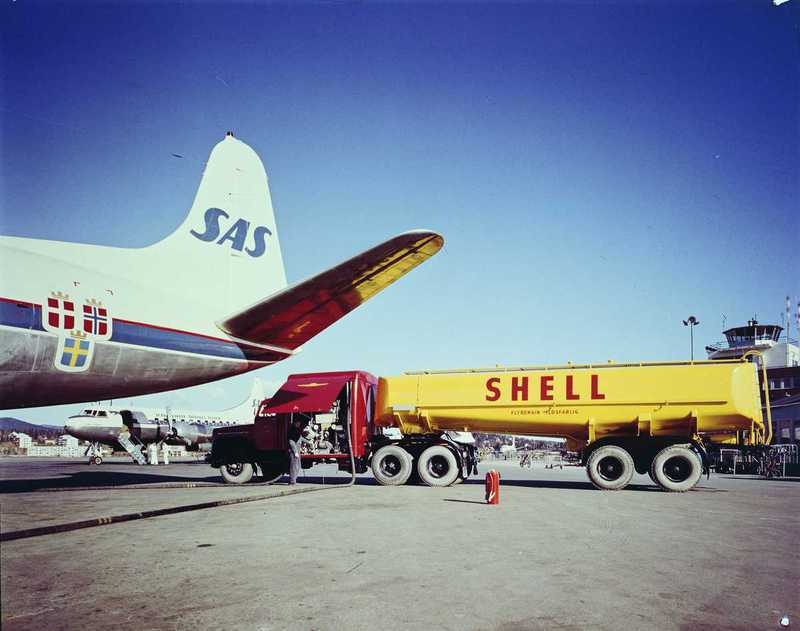
تانکر سوخت‌رسانی شل در فرودگاه اسلو

درآمد شرکت شل در فاصله ۵ سال، به دو برابر افزایش یافت. درآمد ۱۶۰ میلیارد دلاری در سال ۲۰۰۲، در سال ۲۰۰۵ به ۳۰۶ میلیارد دلار و سال ۲۰۰۶ به ۳۱۸ میلیارد دلار و در نهایت این رقم یعنی درآمد سالیانه این شرکت در سال ۲۰۱۱ به ۴۷۰ میلیارد دلار افزایش یافت.
سود خالص رویال داچ شل در سال ۲۰۰۶ معادل ۲۵ میلیارد دلار و این رقم در سال ۲۰۱۱ برابر ۳۱ میلیارد دلار بود، که در سال ۲۰۱۰ نسبت به سال پیش از آن افزایشی معادل ۱۴ درصد در حوزه اکتشاف و تولید، ۱٫۵ درصد در حوزه تولید گاز طبیعی، ۱٪ درصد در بخش صنایع شیمیایی و ۱٪ درصد نیز در بخش فروش فراورده‌های نفتی داشته‌است. تعداد چاه‌های فعال این شرکت در سال ۲۰۰۶ برابر ۲۴٫۳۵۲ چاه نفت و ۳٫۲۳۱ چاه گاز بوده‌است.
در فهرست فورچون ۵۰۰ از بزرگترین شرکت‌های سهامی عام جهان که توسط مجله فورچون منتشر می‌شود، در سال ۲۰۱۱ رویال داچ شل پس از اکسان‌موبیل و وال‌مارت در مکان سوم این فهرست جای گرفت.

## مدیریت ارشد

### رئیس هیئت مدیره

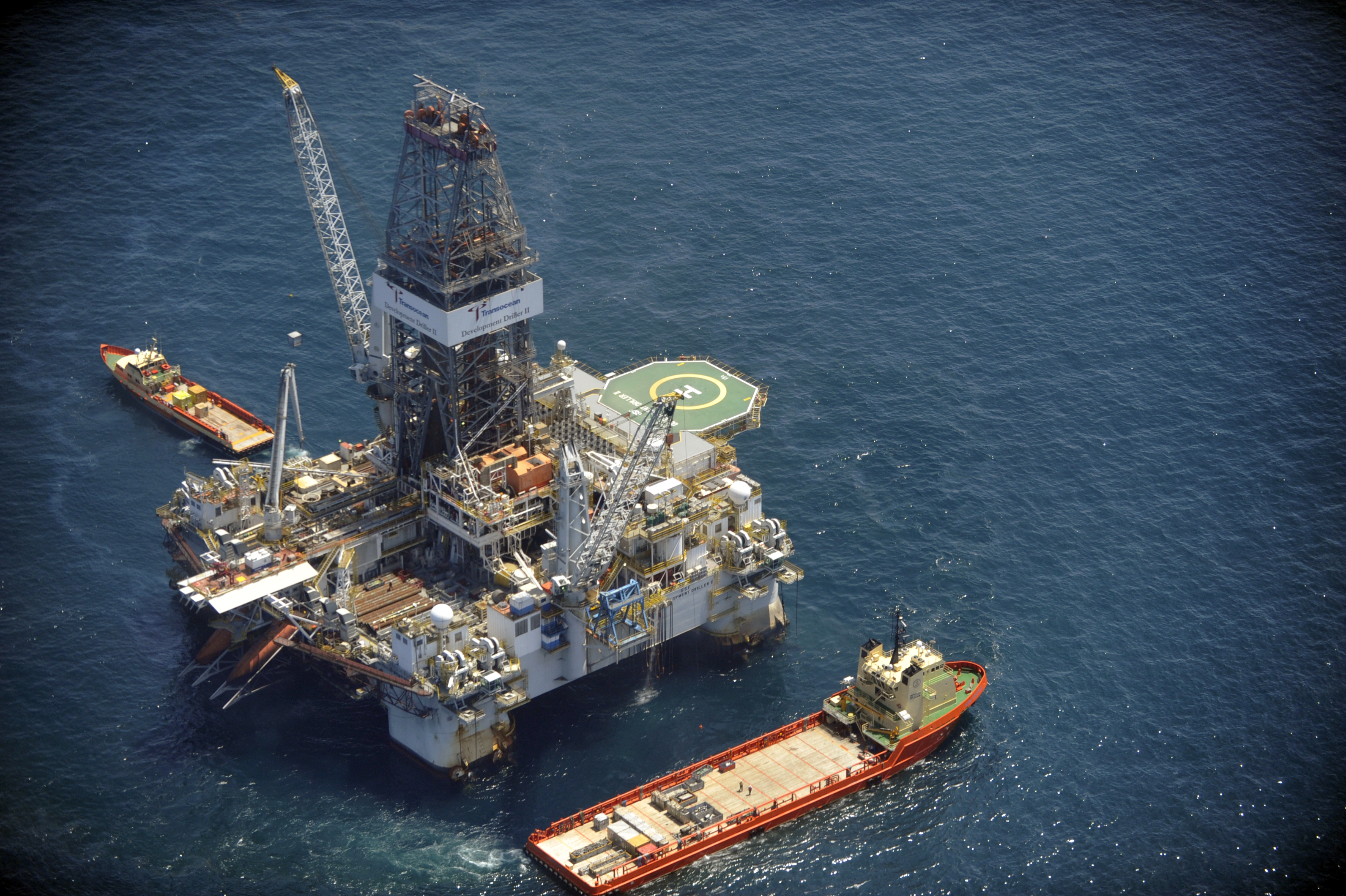
سکوی نیمه شناور حفاری شل، در خلیج مکزیک

رئیس هیئت مدیره شل، «یورما اولیلا» فنلاندی است. او که در ژوئن ۲۰۰۶ به رویال داچ شل پیوست، پیش‌تر سال‌ها به‌عنوان مدیر عامل اجرایی و رئیس هیئت مدیره شرکت نوکیا فعالیت می‌نمود. اولیلا، همچنان رئیس هیئت مدیره و مدیر عامل غیر اجرایی شرکت نوکیا محسوب می‌شود. دوران طلایی رهبری او در نوکیا، از سال ۱۹۹۲ تا ۱۹۹۹ به‌عنوان مدیر اجرایی و از سال ۱۹۹۹ تا زمان پیوستن او به شل، به‌عنوان مدیرعامل شخصیتی استثنائی از او در اذهان ساخته بود.
وی نوکیا را به یک شرکت در رده کلاسِ جهانی تبدیل کرد و در زمان رهبری مقام اول جهانی در زمینه فناوری اطلاعات راه دور و نیز گوشی‌های تلفن همراه را به صورت مداوم برای شرکتش به‌ارمغان آورد.
شرکت شل با به خدمت گرفتن این مدیر فنلاندی، که در حال حاضر رئیس هیئت مدیره نوکیا و مدیر ناظر شرکت فورد نیز هست، رؤیای دستیابی به جایگاه برترین شرکت جهان را، در سر می‌پروراند.

### مدیر عامل
«یرون ون در فیر» هلندی، از سال ۲۰۰۴ تا ۲۰۰۹ ریاست شرکت رویال داچ شل را، در دست داشت و تغییرات اساسی در ساده‌سازی ساختار و شفاف‌سازی مسیر حرکت شرکت و پاسخگویی بیشتر، ایجاد نمود.
وی در سال ۱۹۷۱ به شل پیوست و سال‌ها در حوزه‌های ساخت و بازاریابی در کشورهای مختلف، مشغول به کار بود. در سال ۱۹۸۴ «مدیر برنامه‌ریزی» شرکت شل، شعبه هلند شد و در ۱۹۹۲ به‌عنوان مدیرعامل شل هلند، منصوب گردید.
او در سال ۱۹۹۵ مدیرعامل شرکت شیمیایی شل، شعبه ایالات متحده شد. یرون ون در فیر، به‌مدت نُه سال، در این سمت، فعالیت نمود، سپس در سال ۲۰۰۴ از سوی هیئت مدیره شل، به‌عنوان مدیر عامل اجرایی شرکت رویال داچ شل، انتخاب شد.
پس از  ون در فیر، پیتر ووزر سوئیسی، سکان رهبری شل را، در تاریخ ۱ ژوئیه ۲۰۰۹ در دست گرفت. ووزر، همکاری خود با شرکت شل را در سال ۱۹۸۲ به عنوان یک مشاور در بخش بازرگانی آغاز کرد. او در سال ۲۰۰۴ مدیر امور مالی این شرکت گردید و ۵ سال بعد، از سوی هیئت مدیره شل، به ریاست این شرکت نفتی منصوب شد. وی همچنان، در پست مدیرعامل این شرکت هلندی-بریتانیایی، فعالیت می‌نماید.

## حمایت‌های مالی در فرمول یک

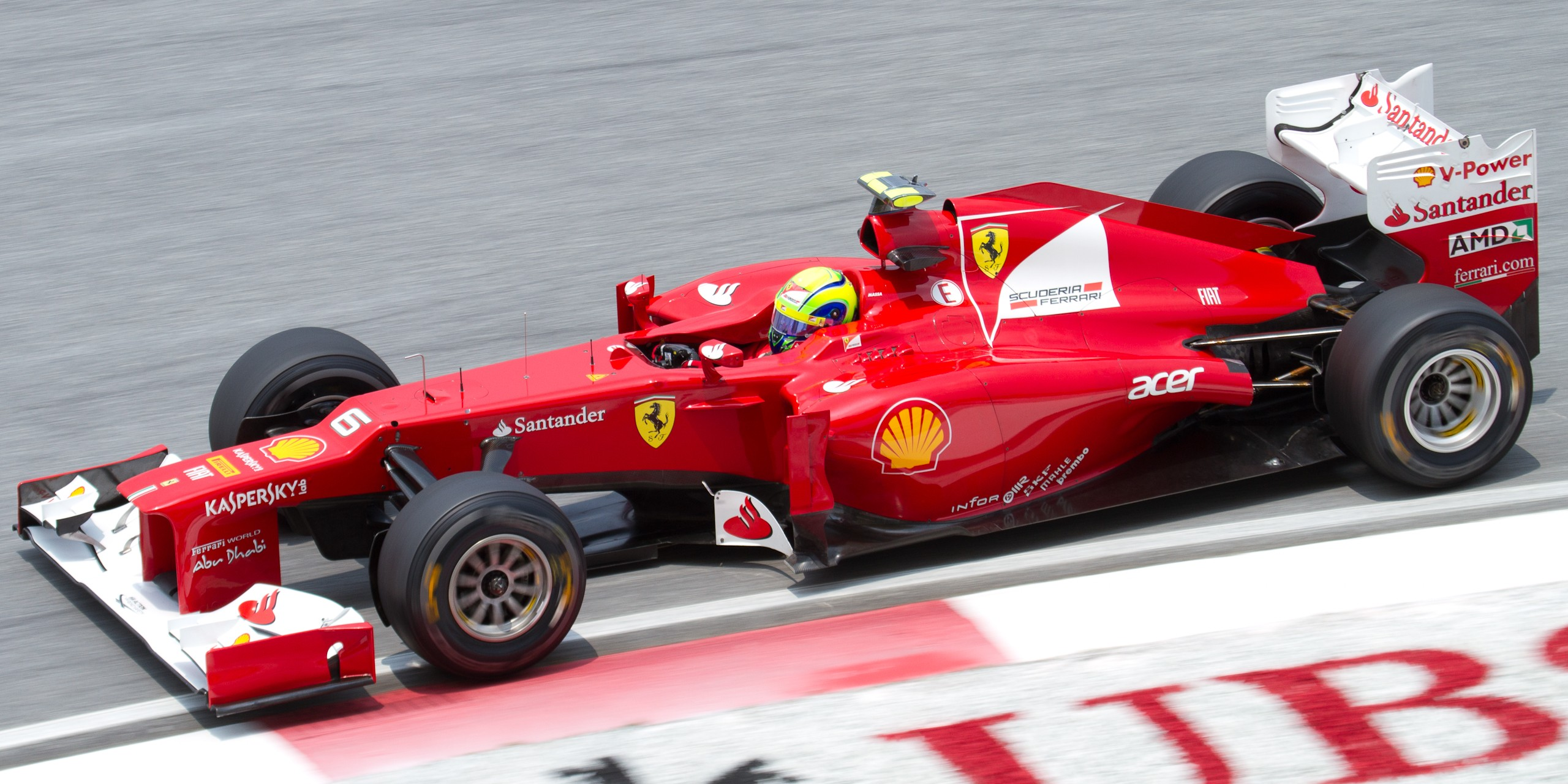
فیلیپه ماسا راننده اسکودریا فراری جایزه بزرگ مالزی، ۲۰۱۲ اسپانسر؛ شل

رویال داچ شل در سال ۲۰۱۳ قرارداد همکاری فنی و حمایت مالی با شرکت اسکودریا فراری منعقد نمود، که در عمل وارد شصتمین سال فعالیت خود در مسابقات فرمول یک گردید.
بخشی از این سرمایه‌گذاری با هدف اجرای کمپینی جهت تبلیغات و فروش برند جدید سوخت خودرو بنام وی-پاور نیترو+ می‌باشد. در این کمپین تبلیغاتی، شرکت اسکودریا فراری و راننده سال ۲۰۱۳ این تیم در مسابقات فرمول یک؛ فیلیپه ماسا نیز حضور دارند.

## دیگر فعالیت‌ها

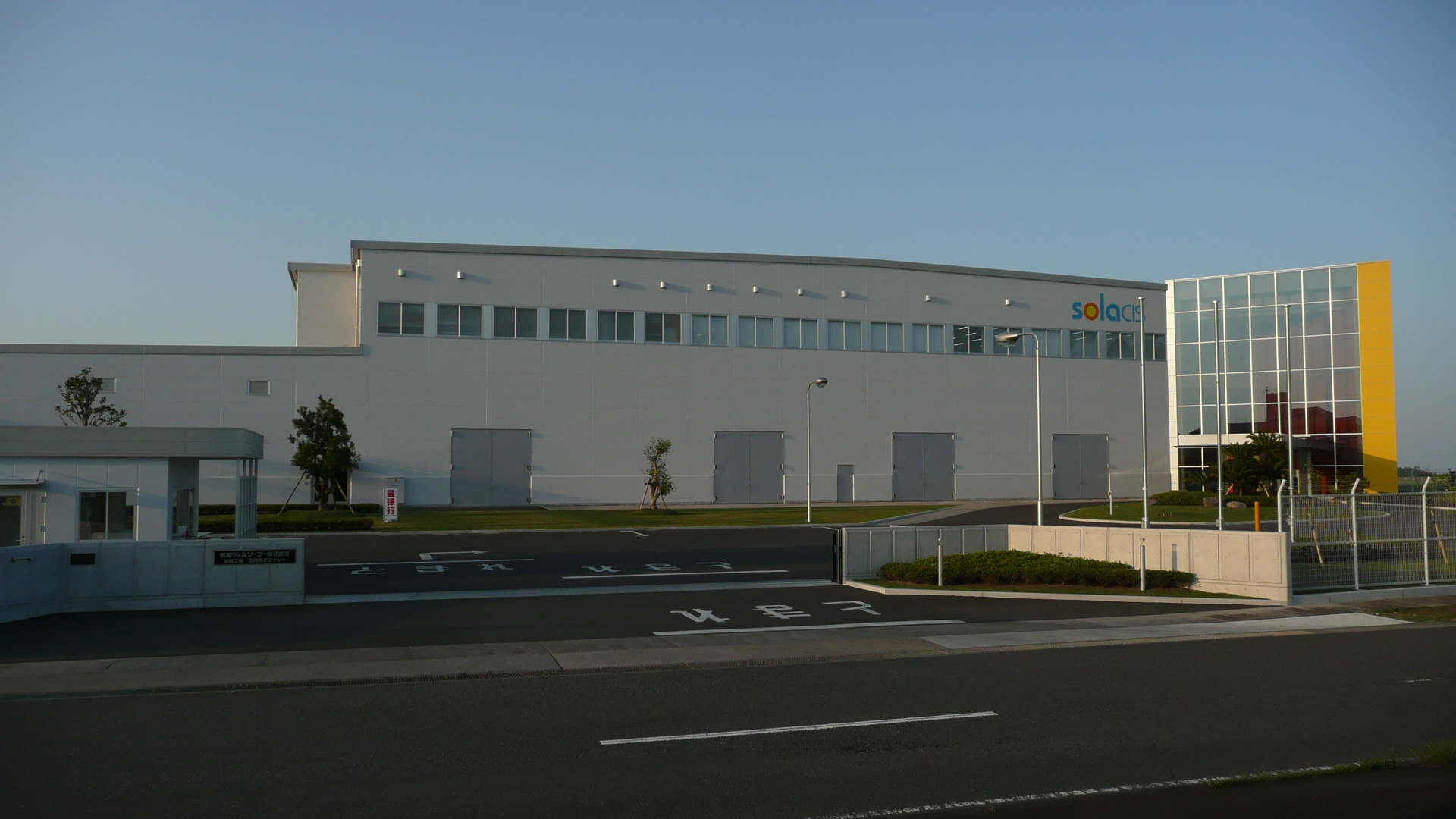
نیروگاه خورشیدی شل، در میازاکی، ژاپن

در طول سال‌های دهه ۱۹۷۰ به بعد رویال داچ شل برای تنوع بخشیدن در عرصه کسب‌وکار خود در دیگر حوزه‌های صنعتی بجز نفت، گاز، صنایع پتروشیمی و مواد شیمیایی فعالیت‌هایی را آغاز نمود که به‌عنوان نمونه می‌توان به موارد زیر اشاره نمود:
- انرژی هسته‌ای: با مشارکت شرکت گلف اویل و در ایالات متحده.
- زغال‌سنگ: راه‌اندازی شرکت زغال‌سنگ شل و فعالیت در حوزه استخراج و بازاریابی زغال‌سنگ.
- فلزات: خریداری شرکت بیلیتون هلند، از شرکت بی‌اچ‌پی بیلیتون در سال ۱۹۷۰ میلادی.
- تولید برق: تأسیس شرکت اینترجن، با سرمایه‌گذاری و مشارکت شرکت بکتل.

در اواخر دهه ۲۰۰۰ میلادی شل آغاز به سرمایه‌گذاری در حوزه انرژی‌های نو نمود، که باعث حرکت این شرکت به سوی تولید و استفاده از انرژی‌های تجدیدپذیر گشت.
امروزه شل دارای سرمایه‌گذاری‌های فراوانی در زمینه انرژی خورشیدی، نیروگاه‌های بادی، هیدروژنی و جنگل‌داری می‌باشد. هم‌اکنون این شرکت بزرگترین نیروگاه بادی فراساحلی جهان را در اختیار دارد.

## دفاتر شرکت

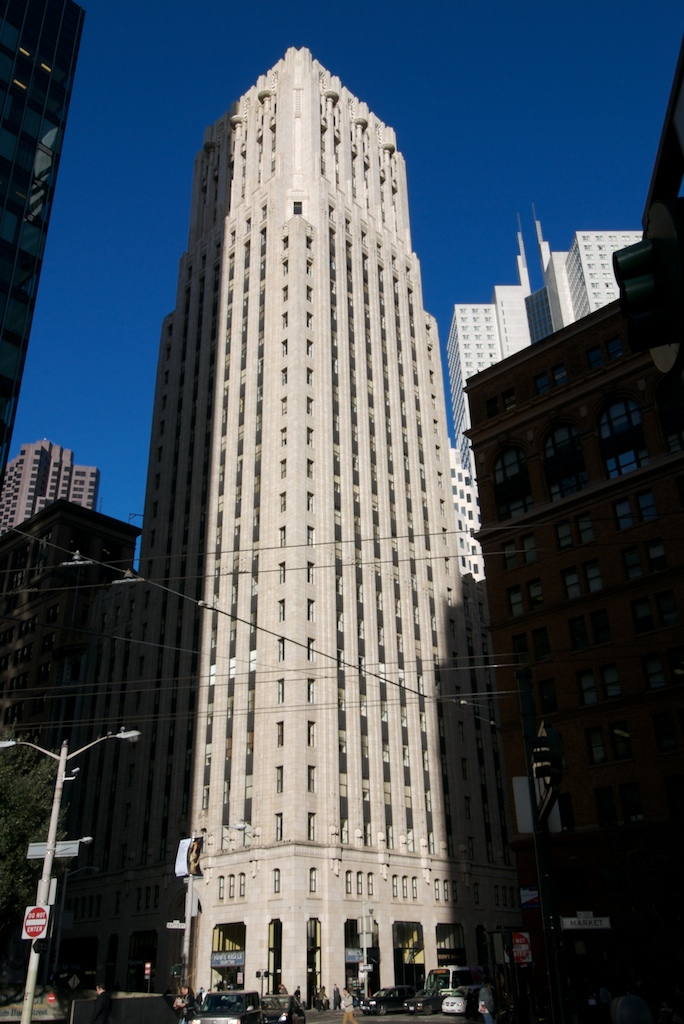
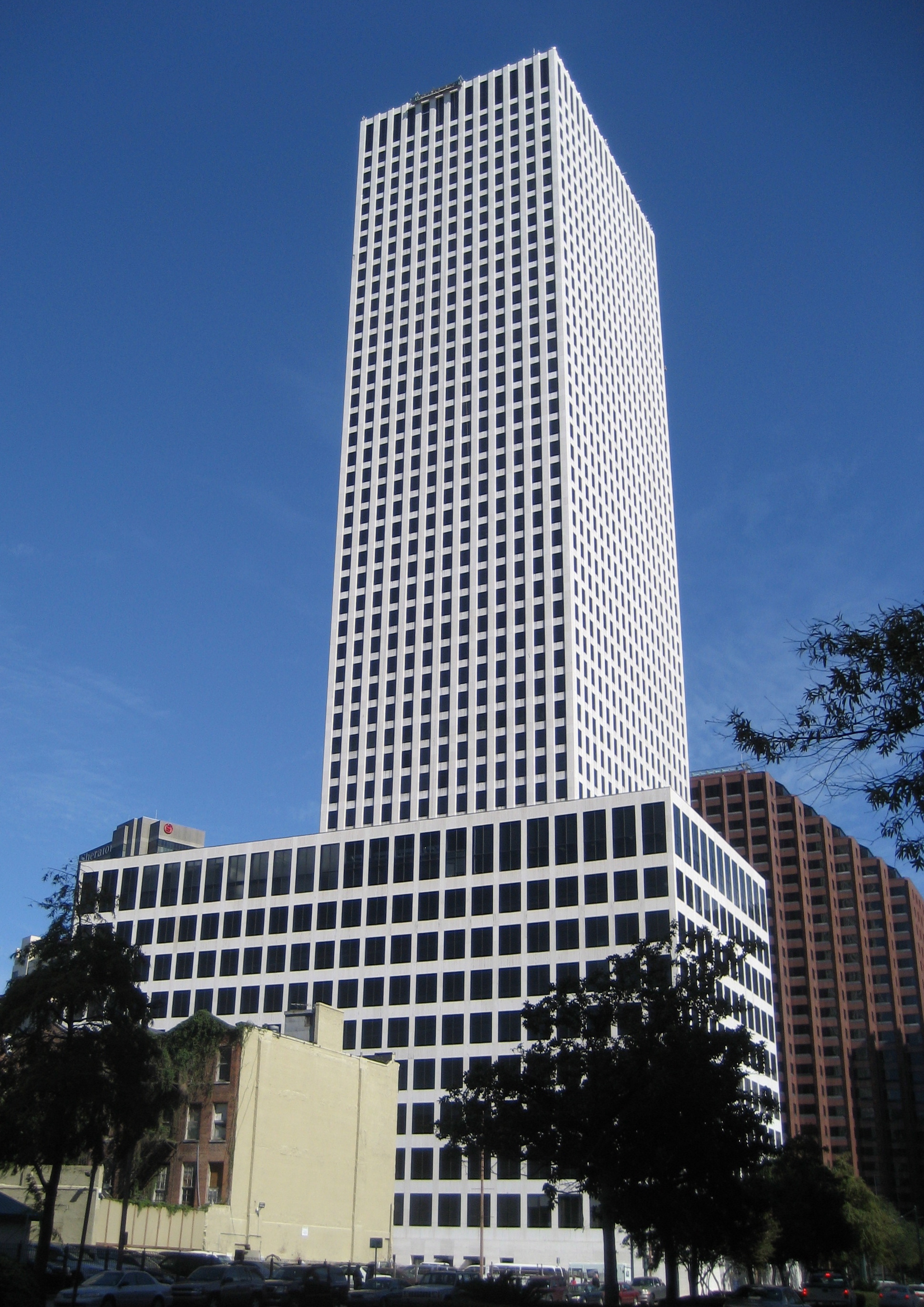
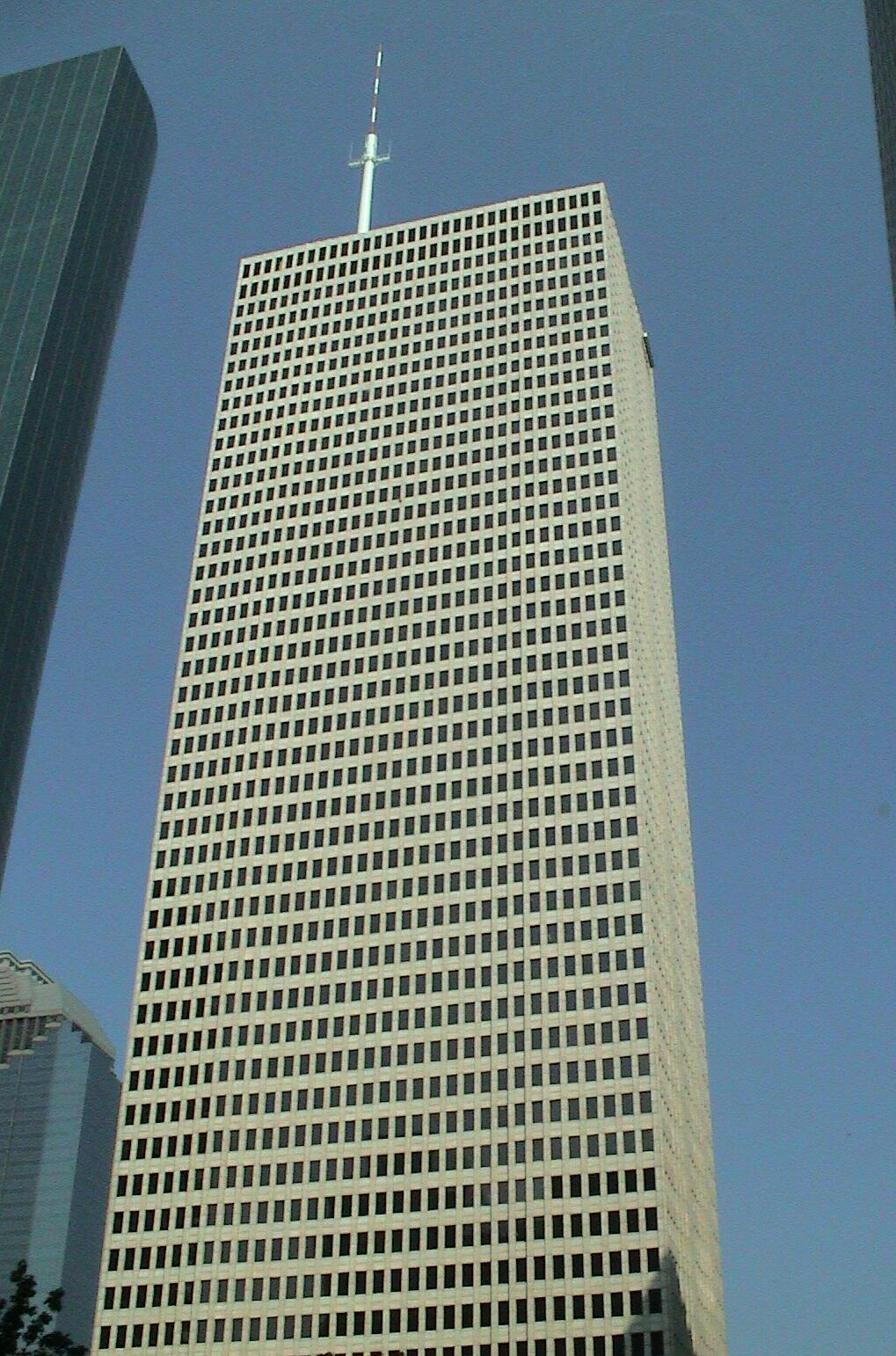
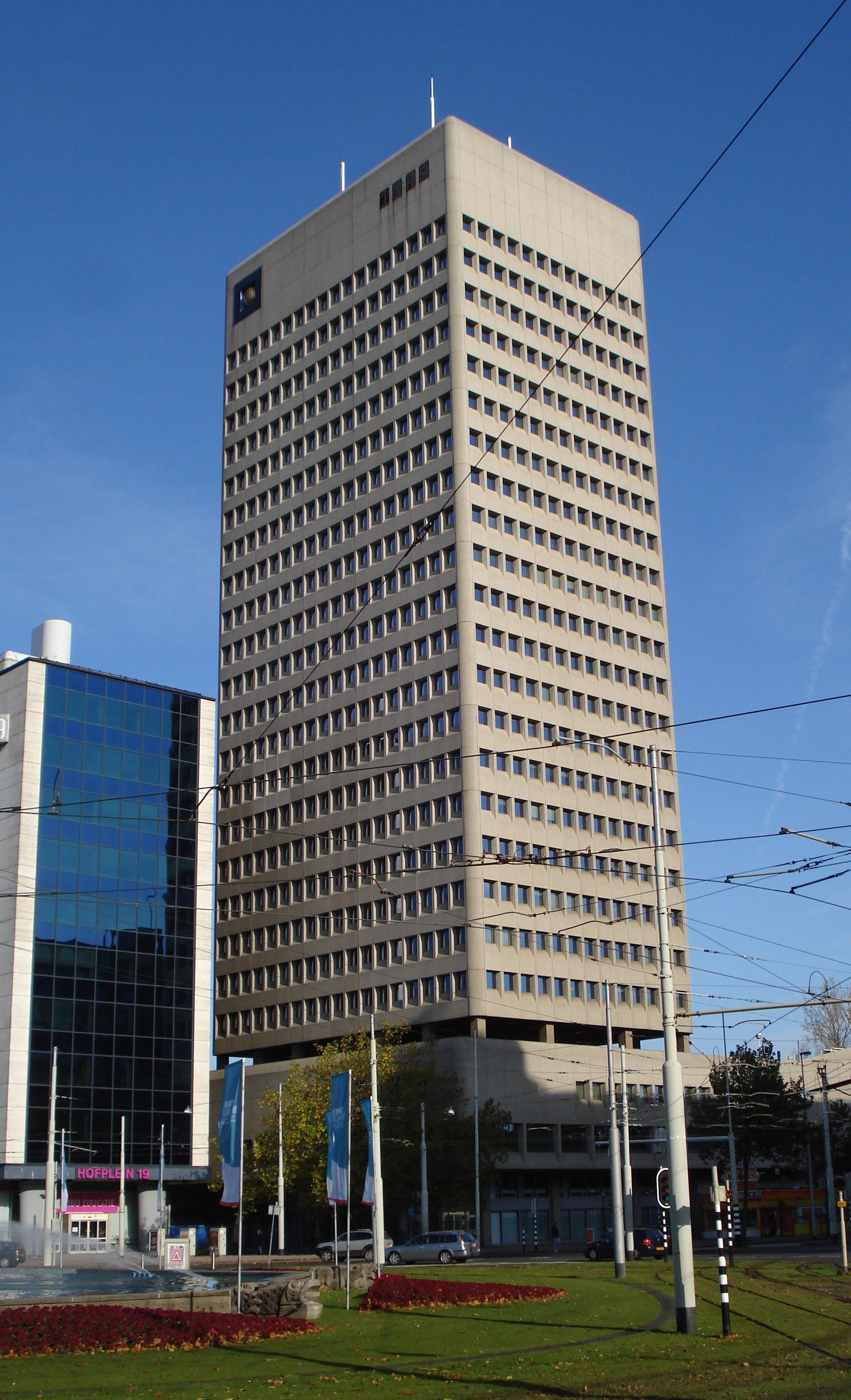
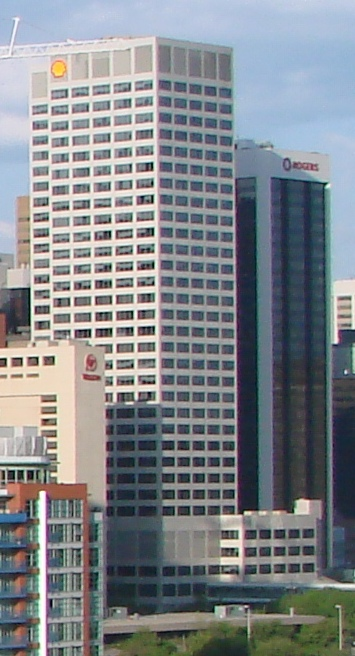
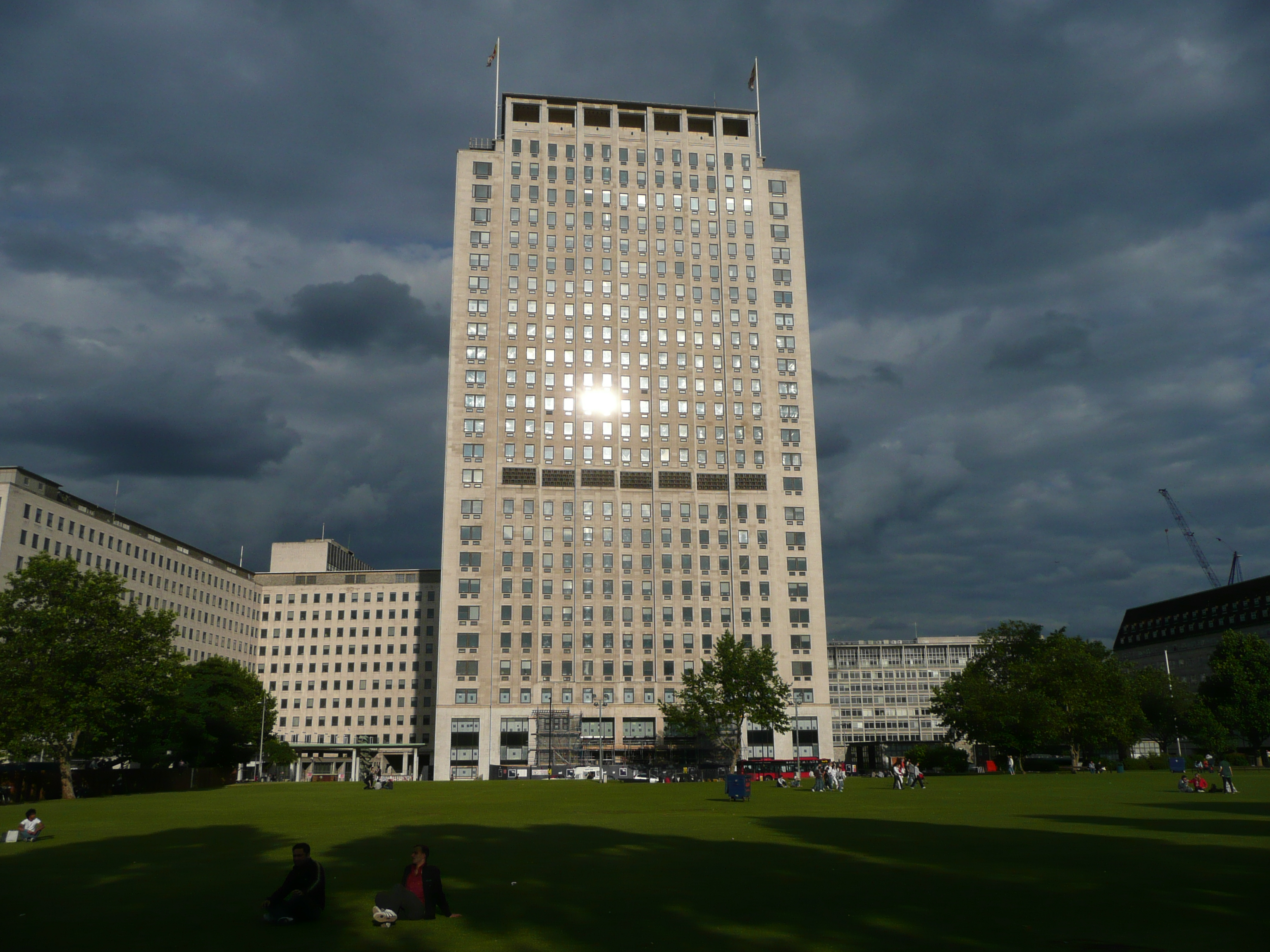
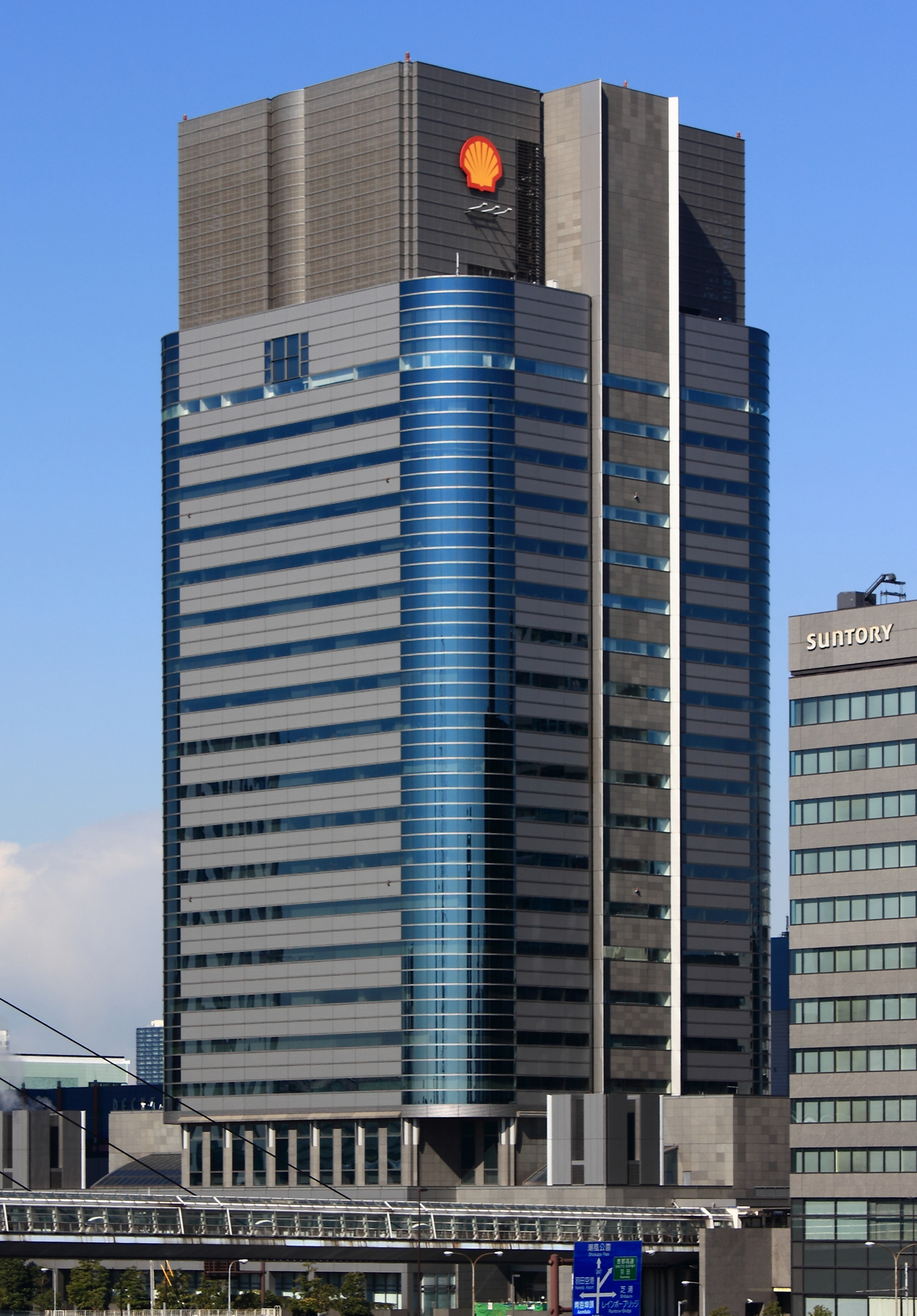
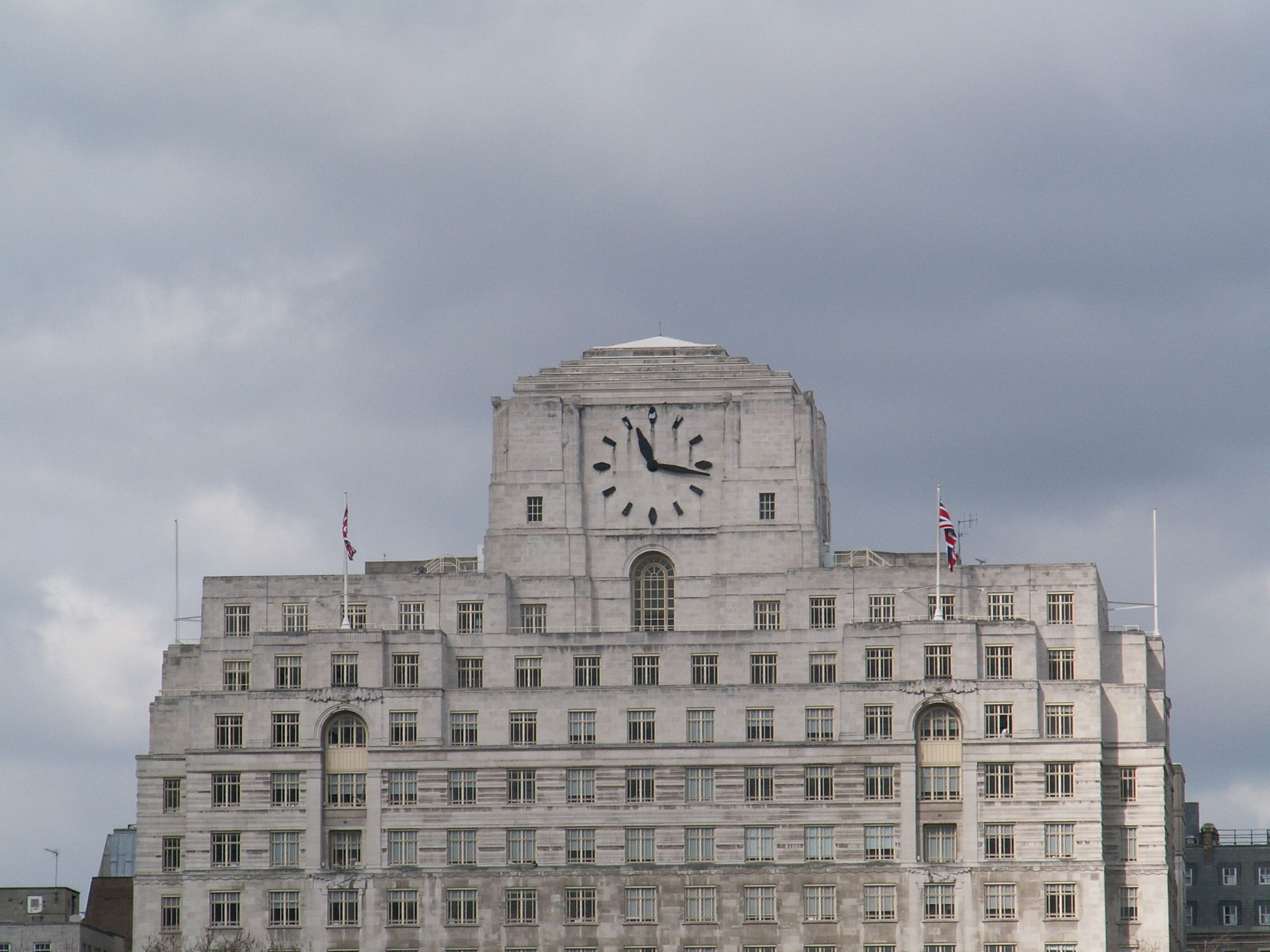
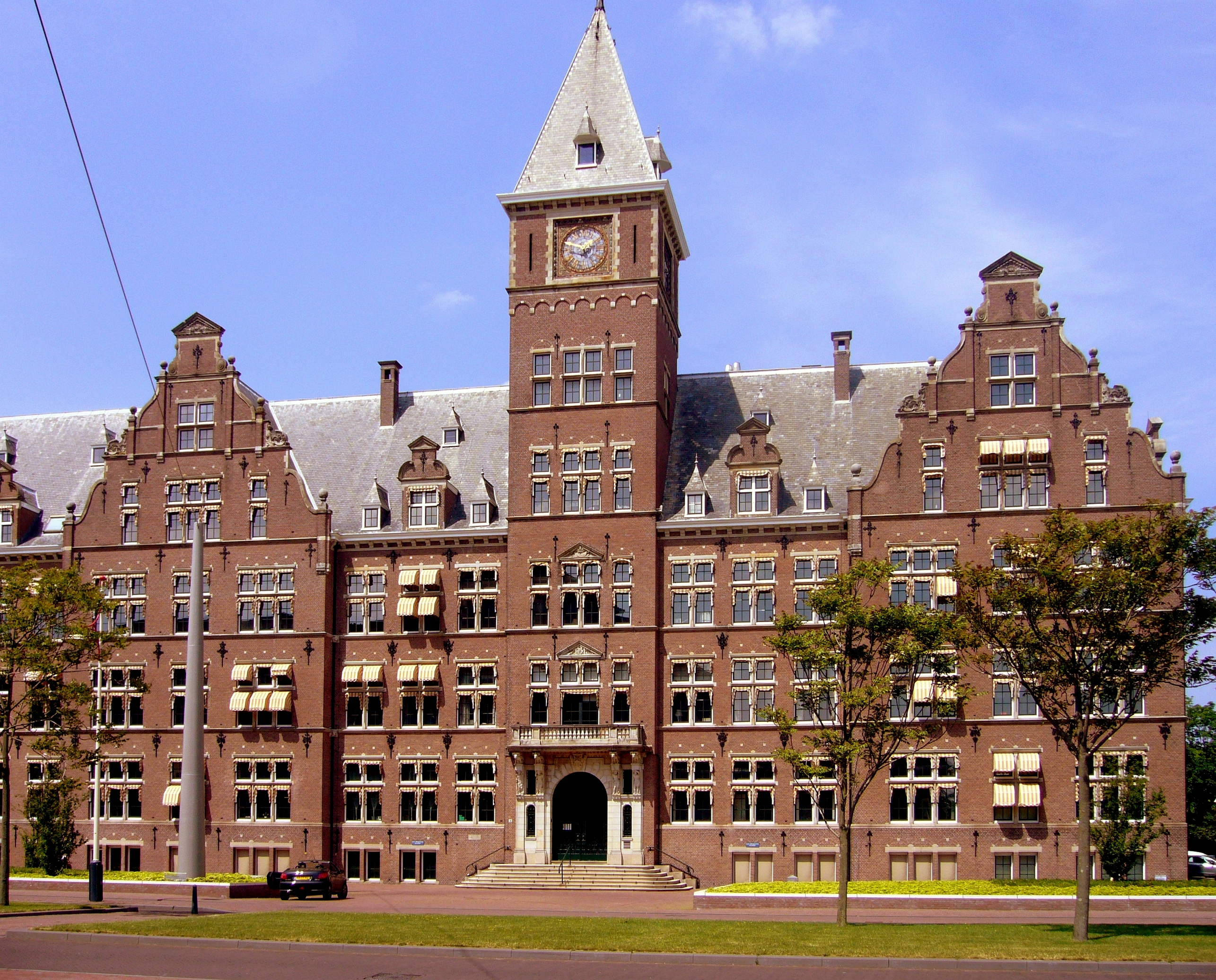
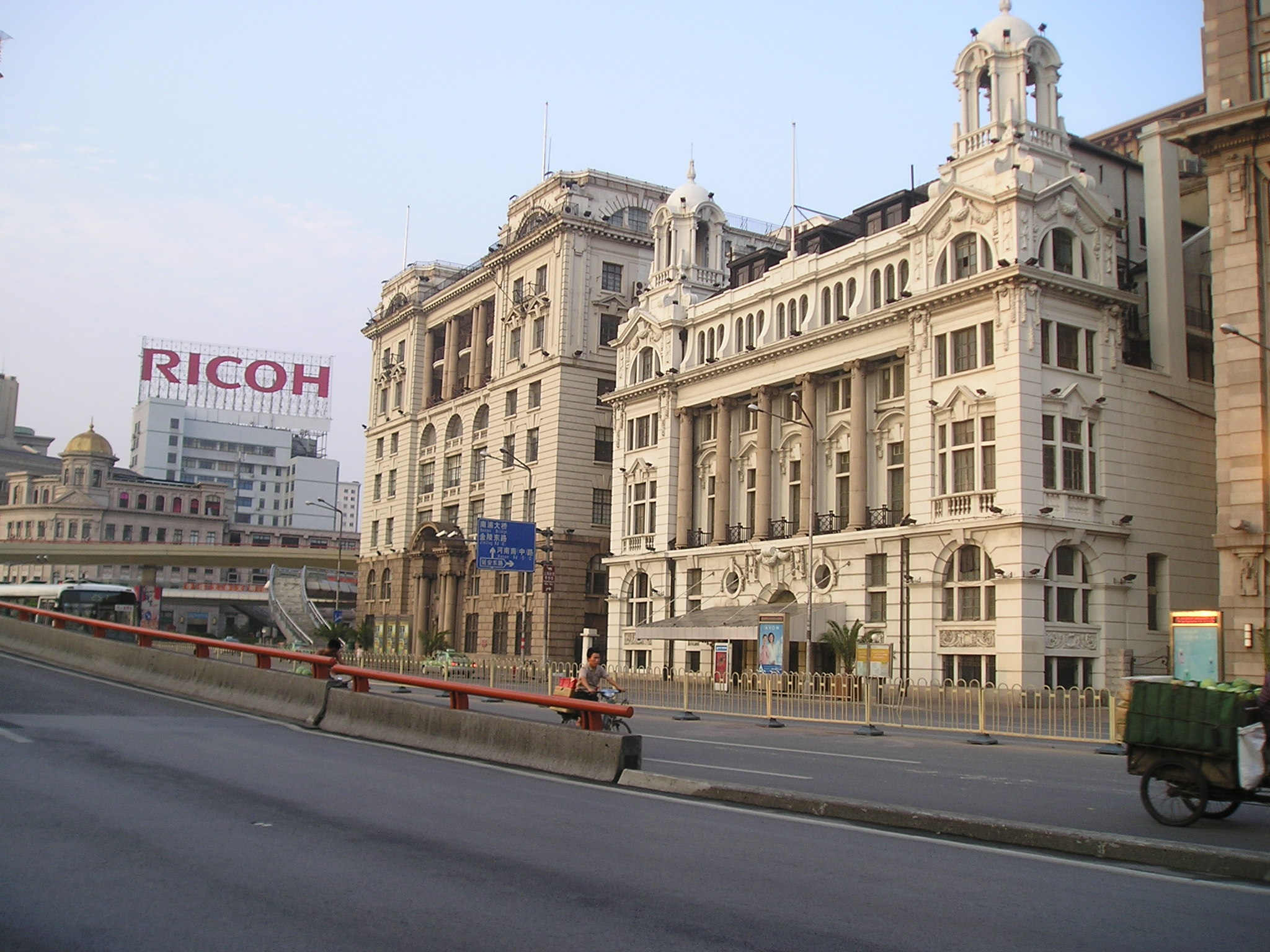
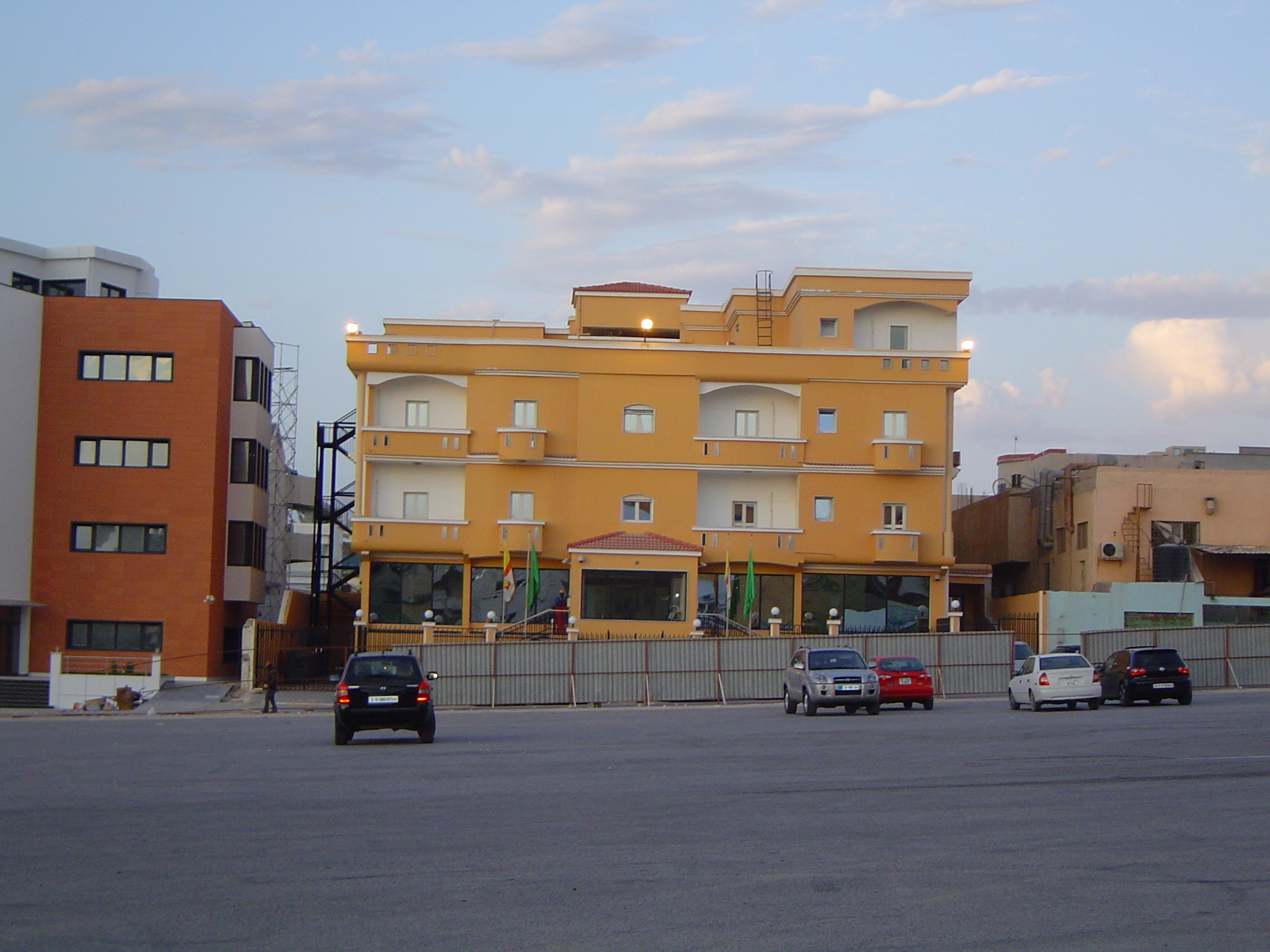
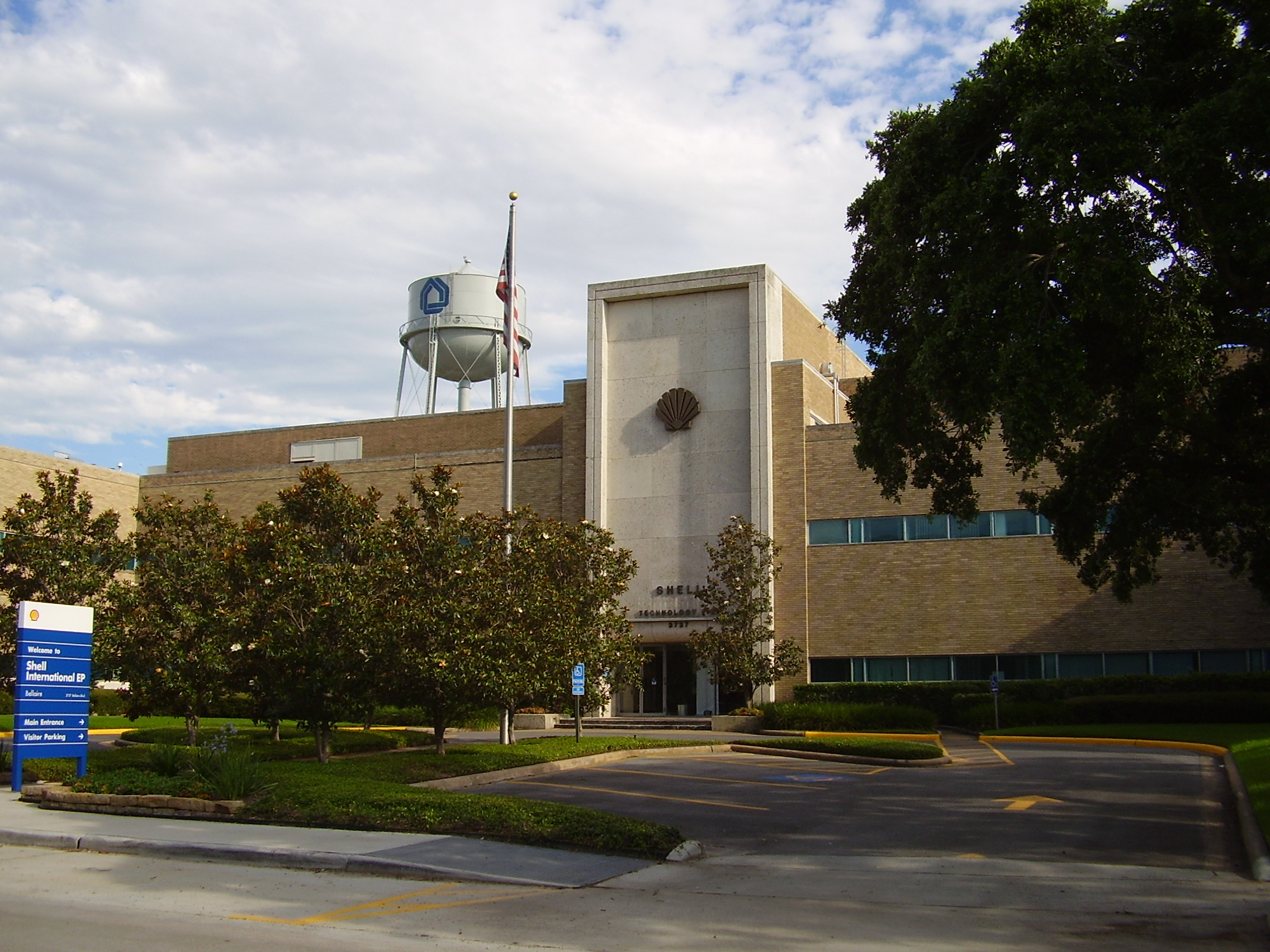
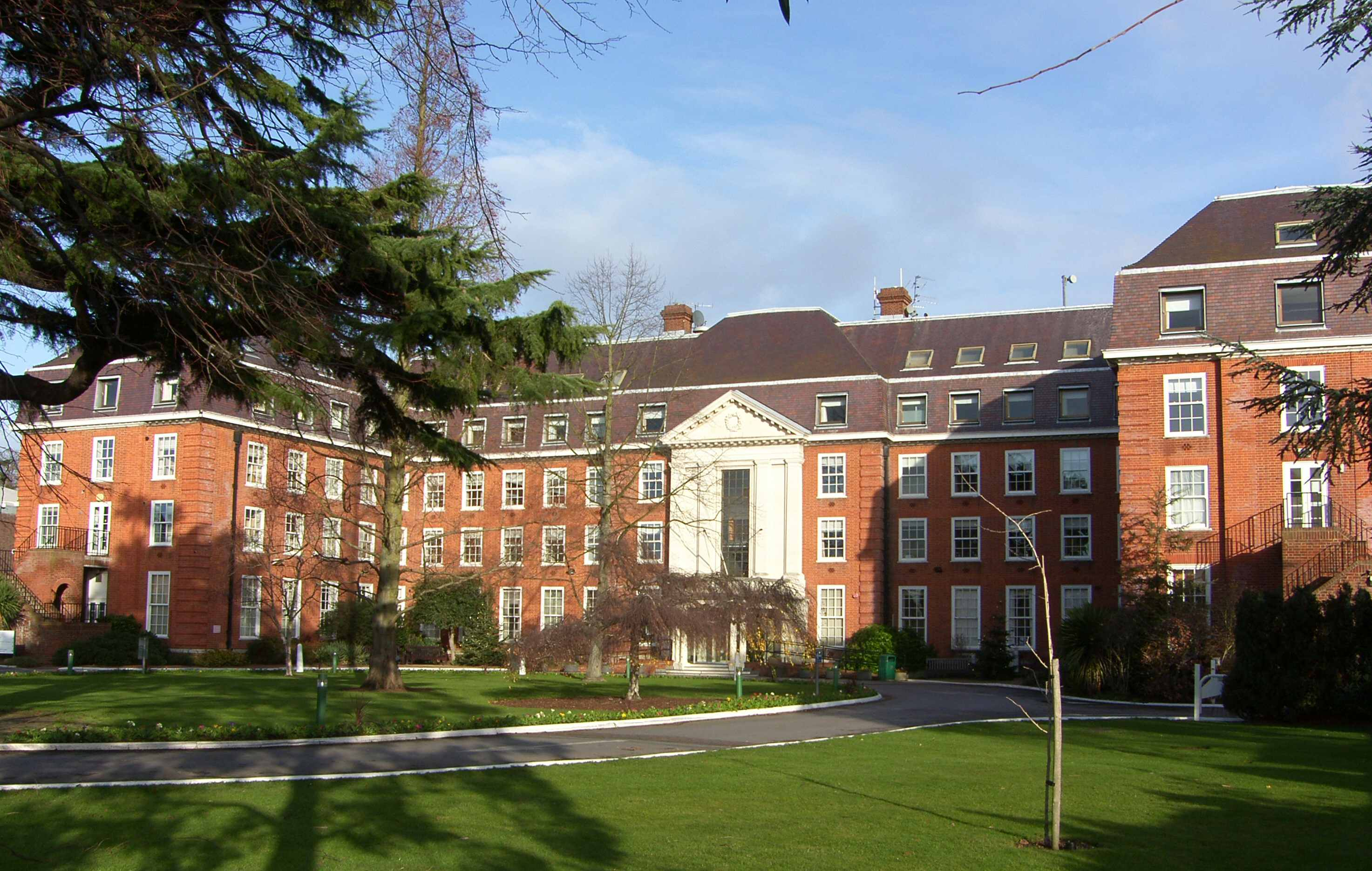
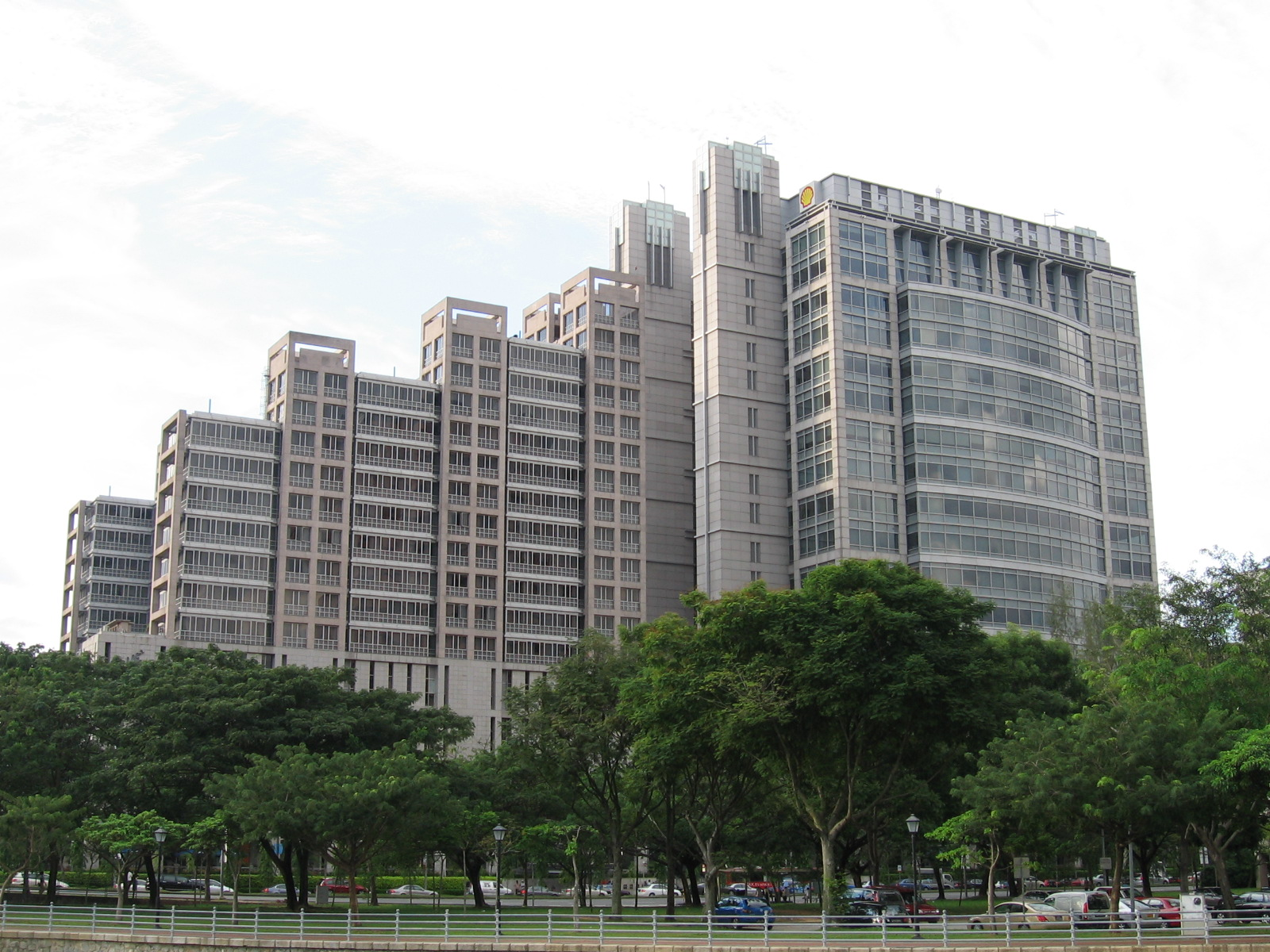
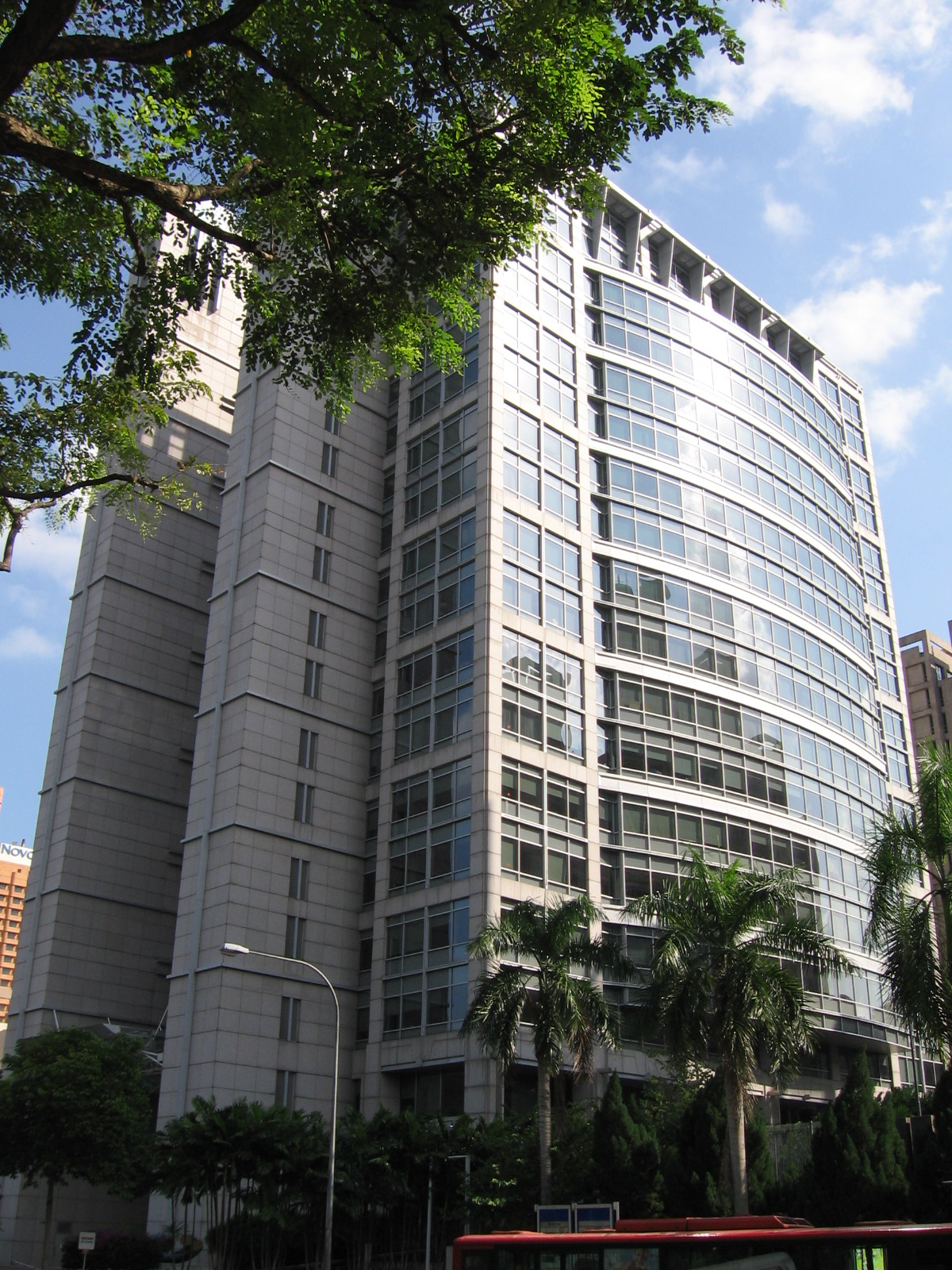
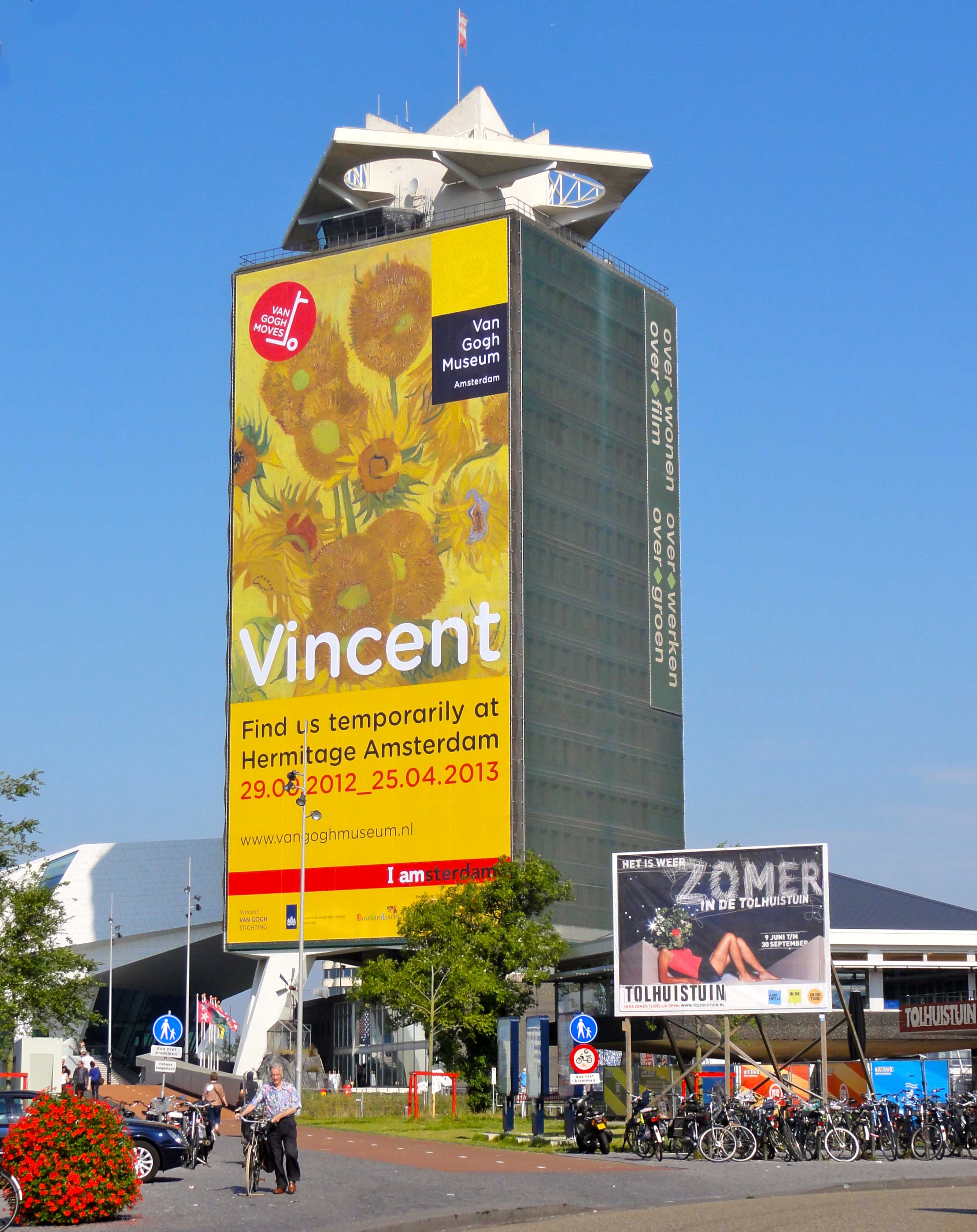
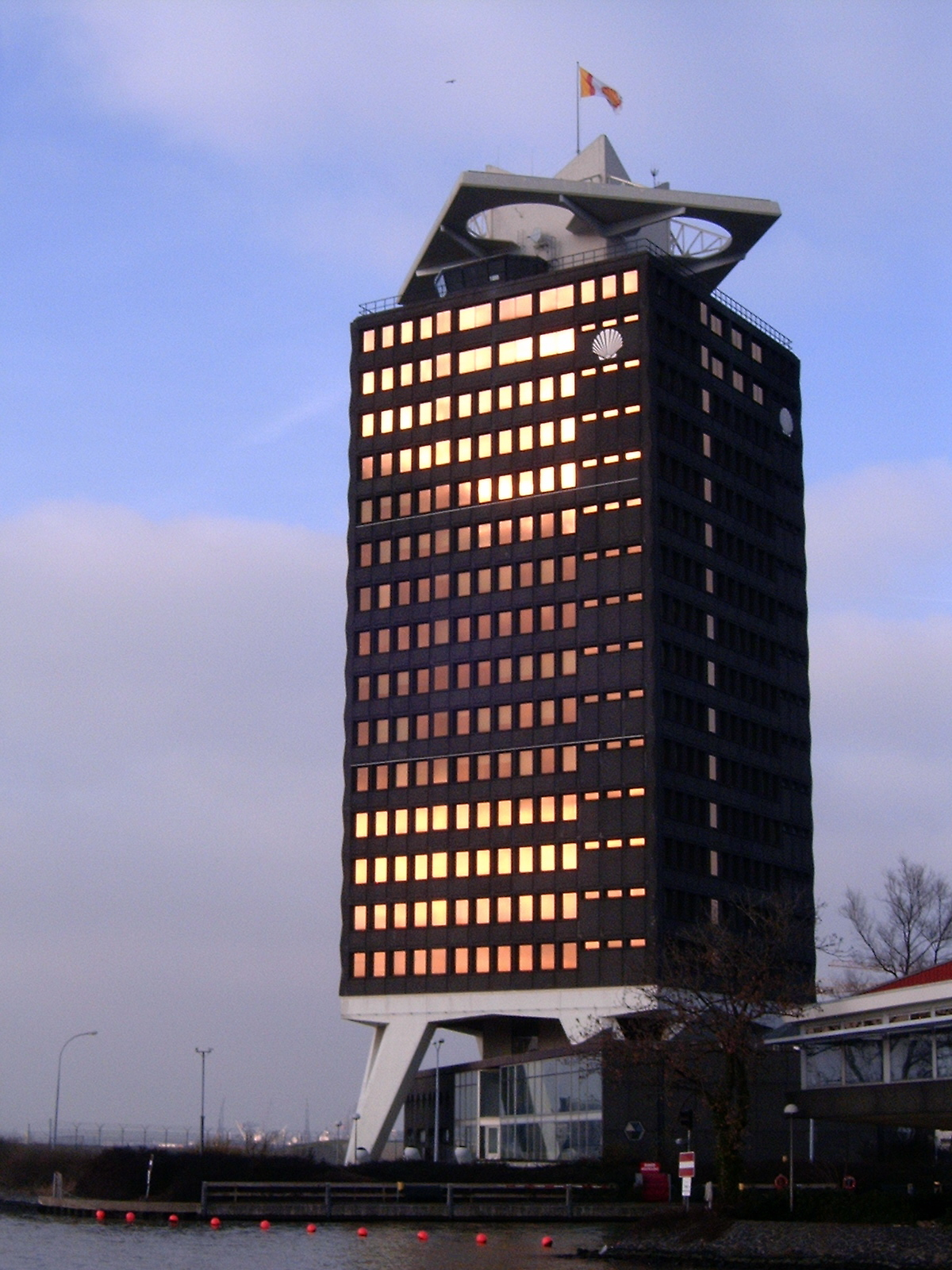
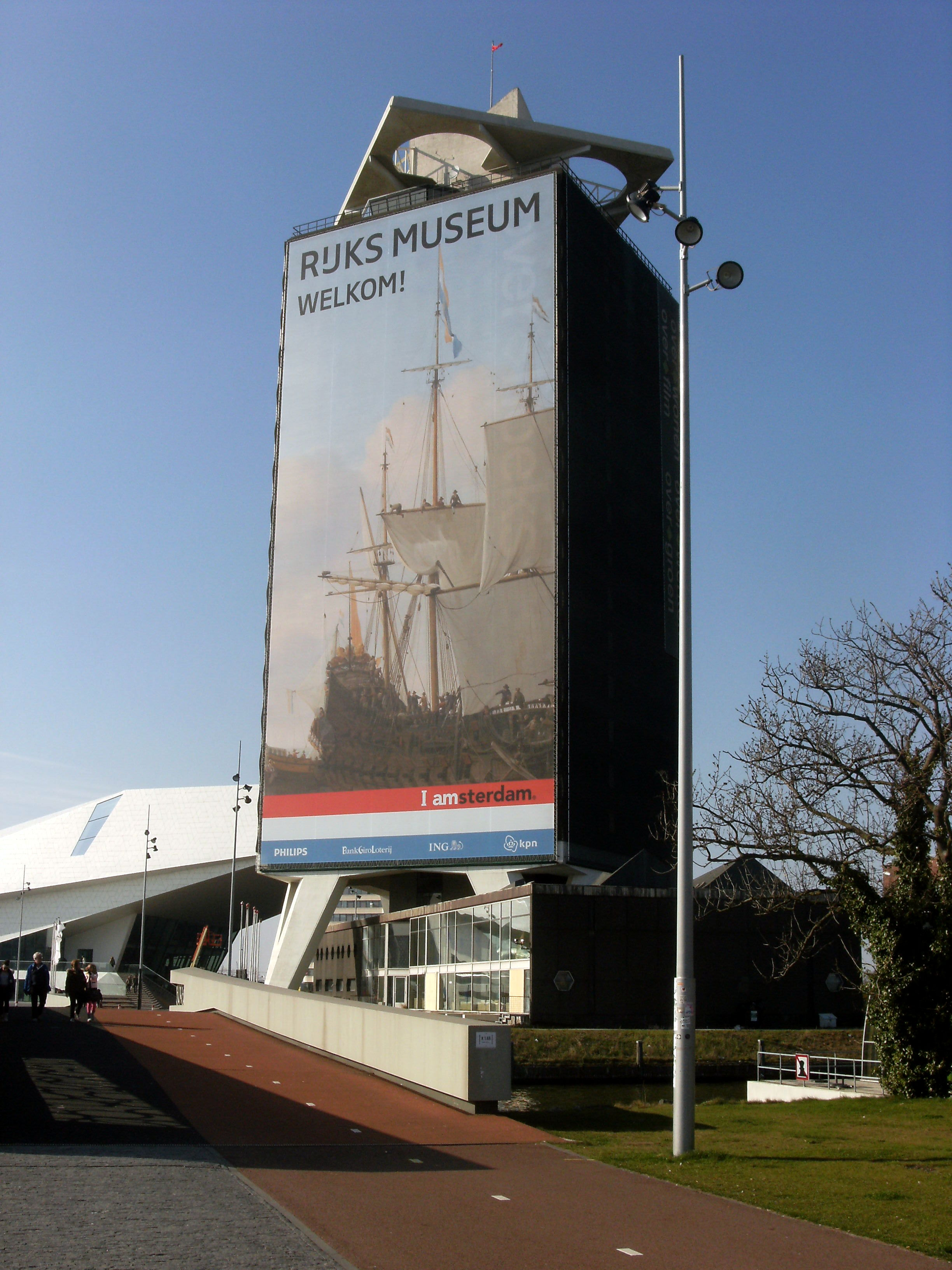
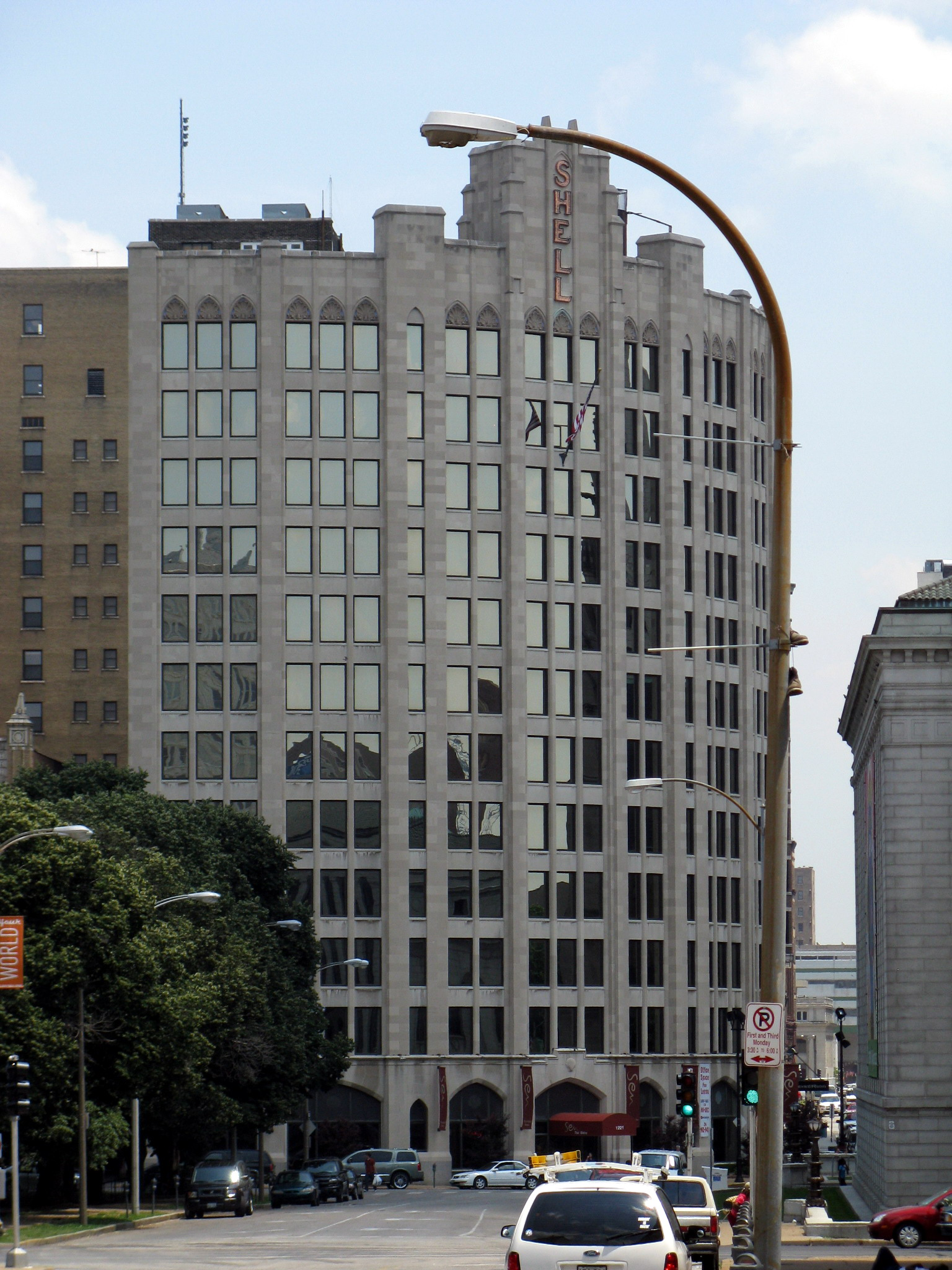
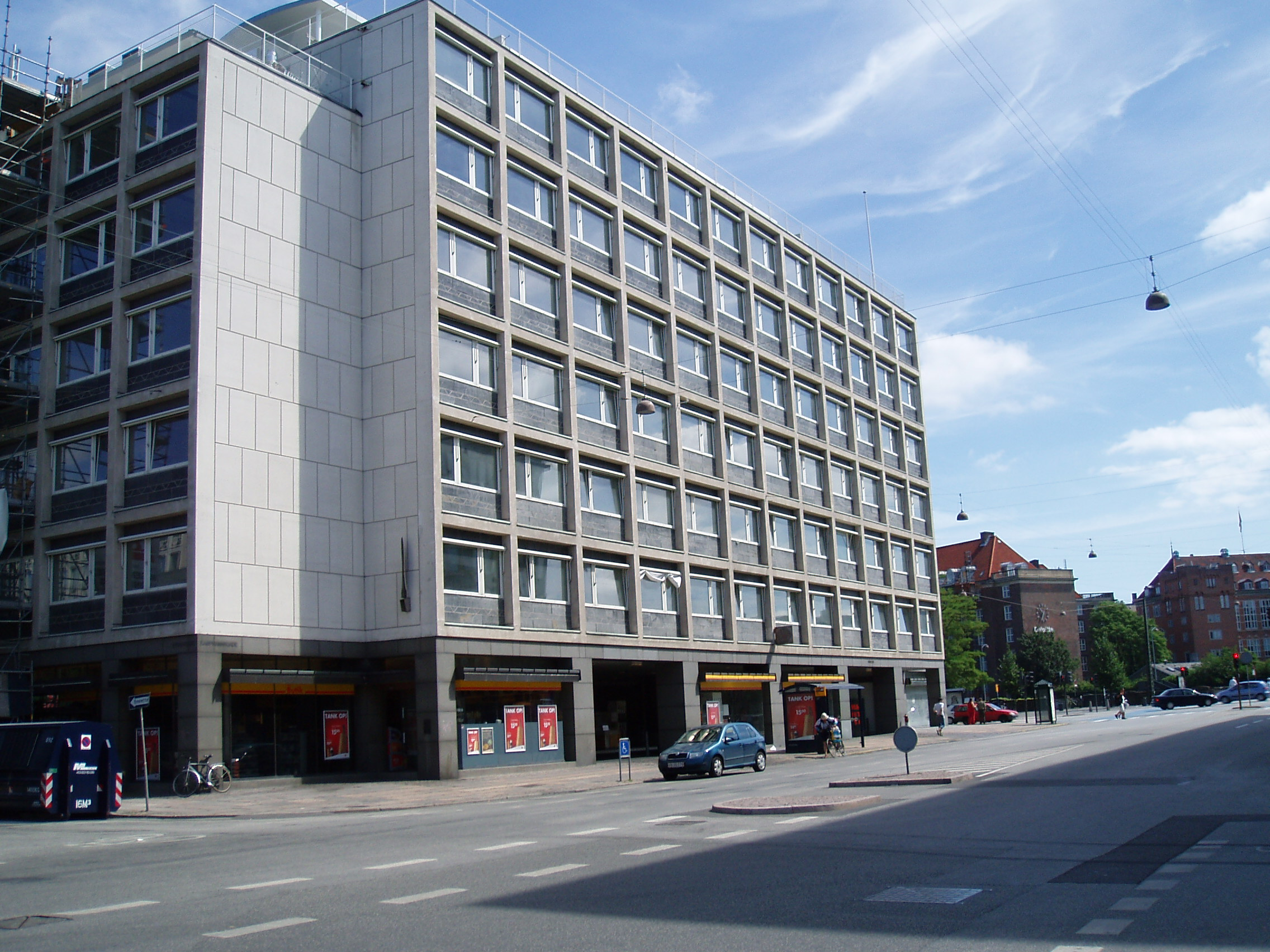
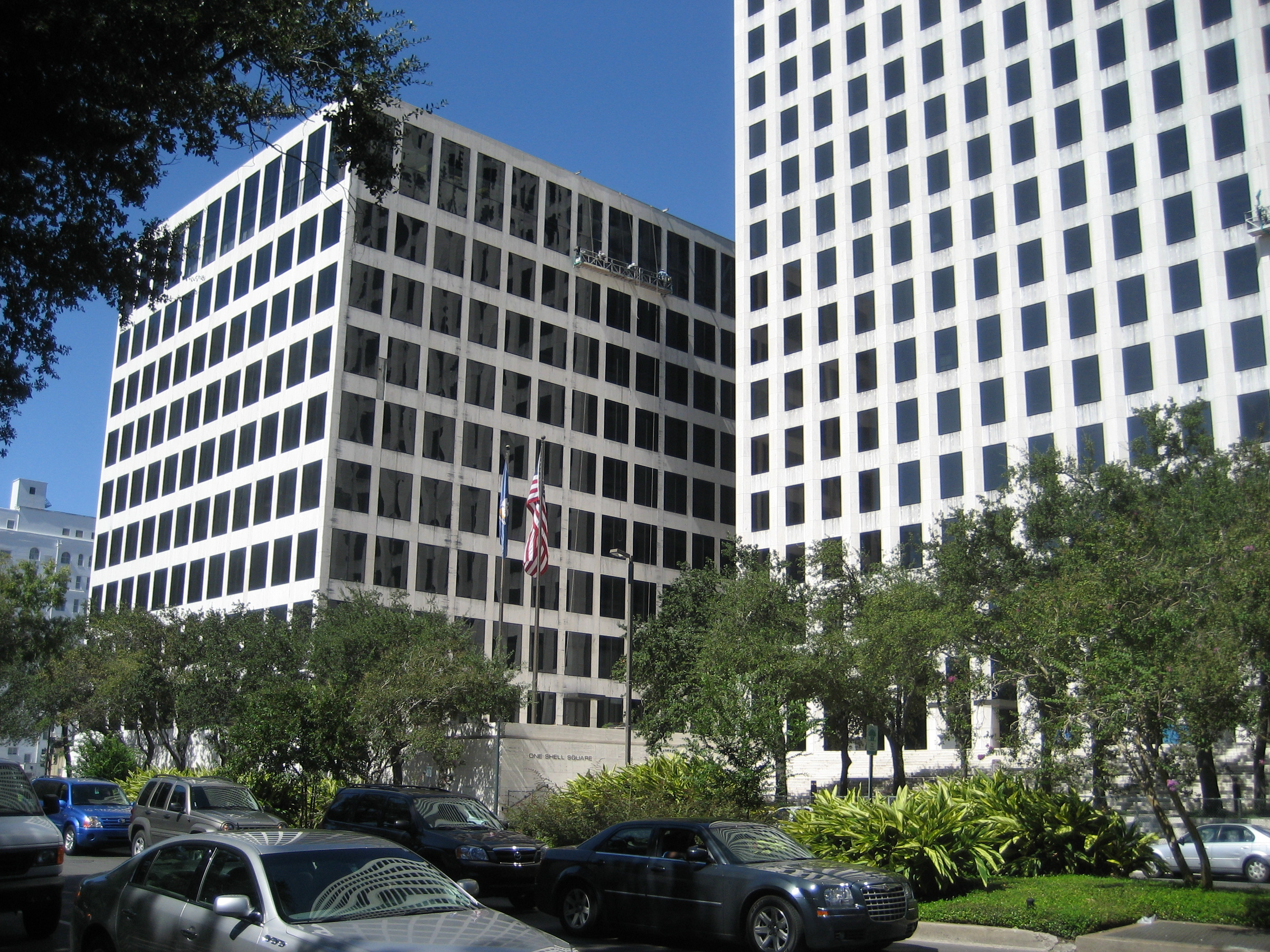
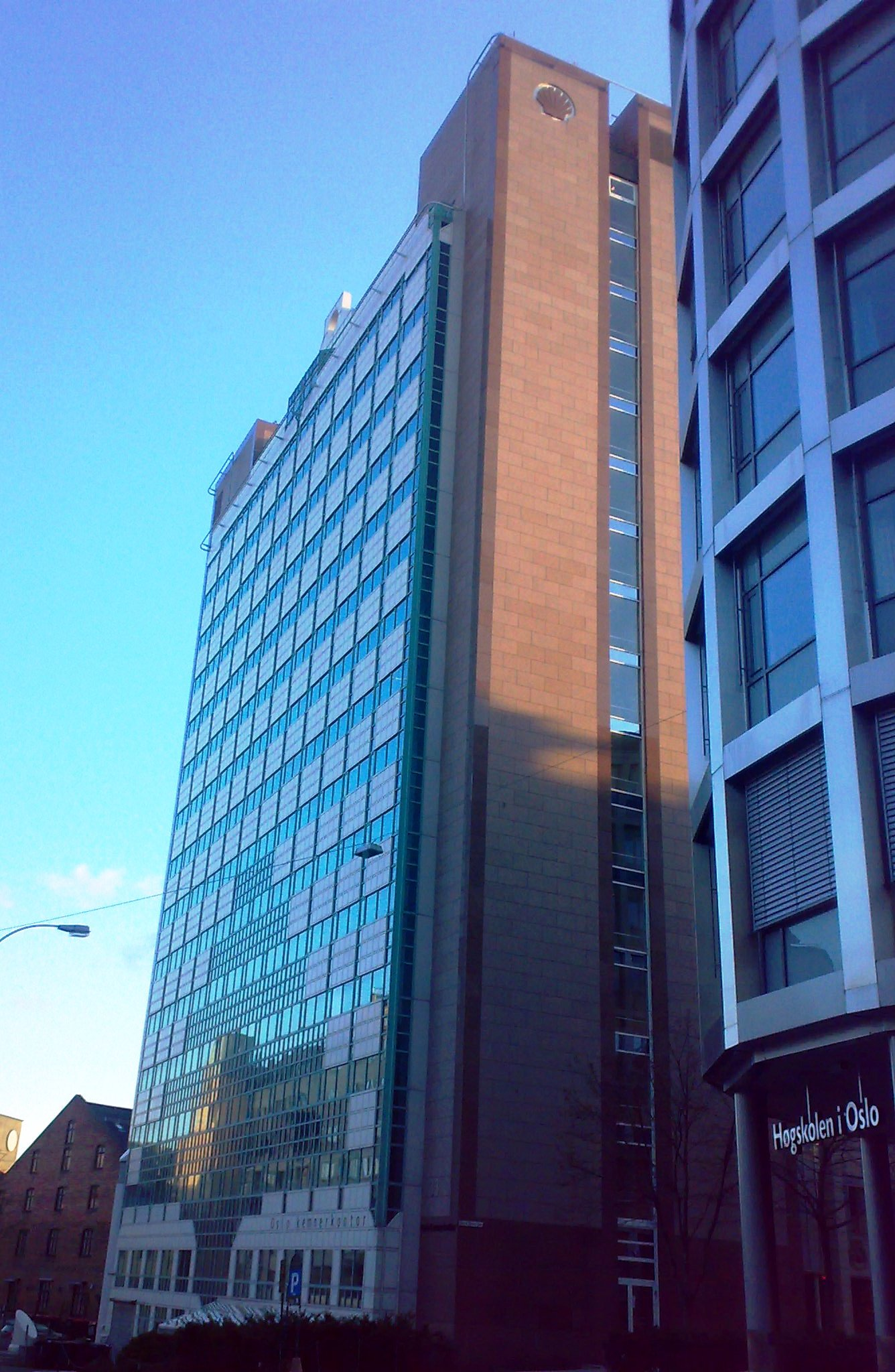
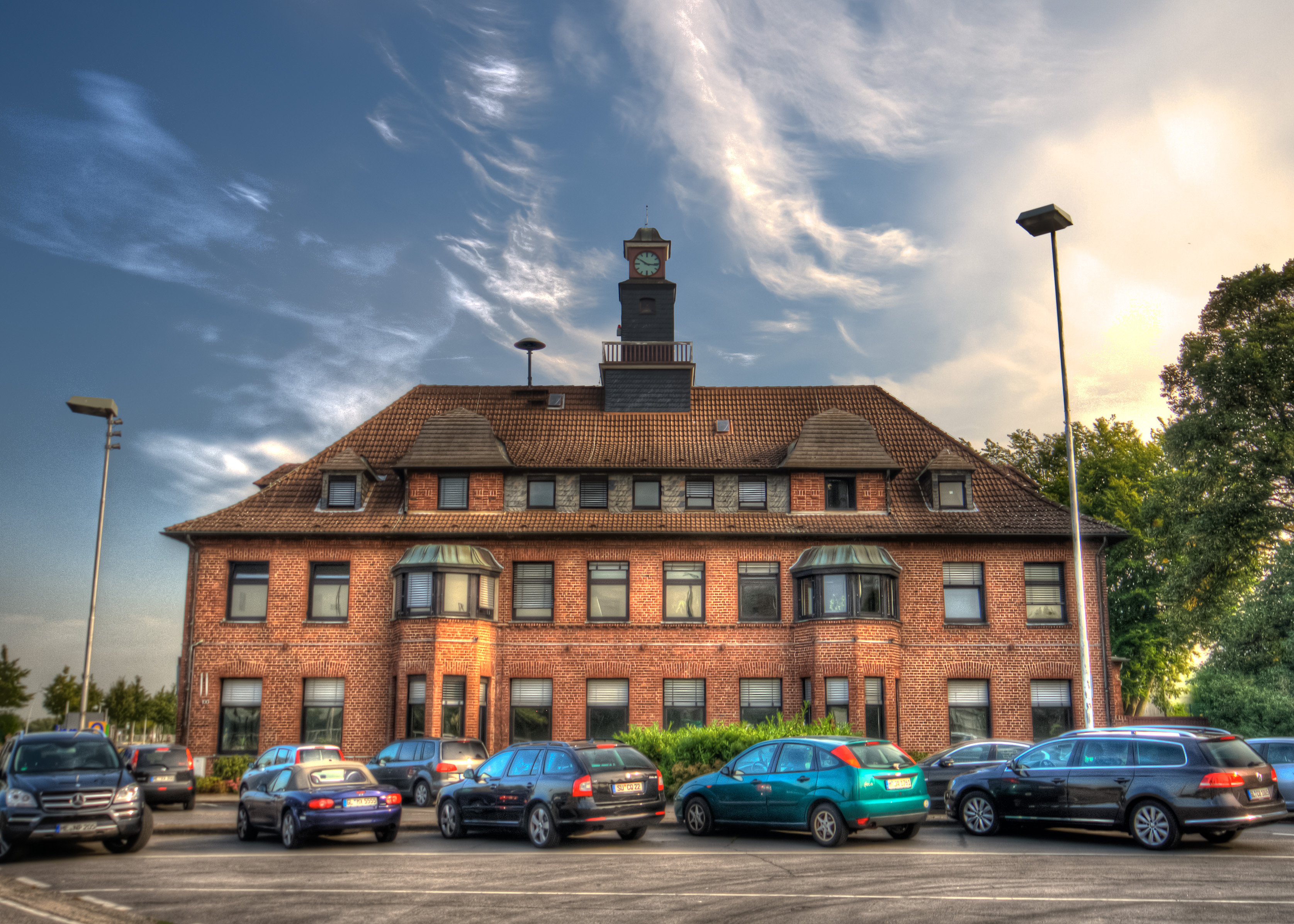
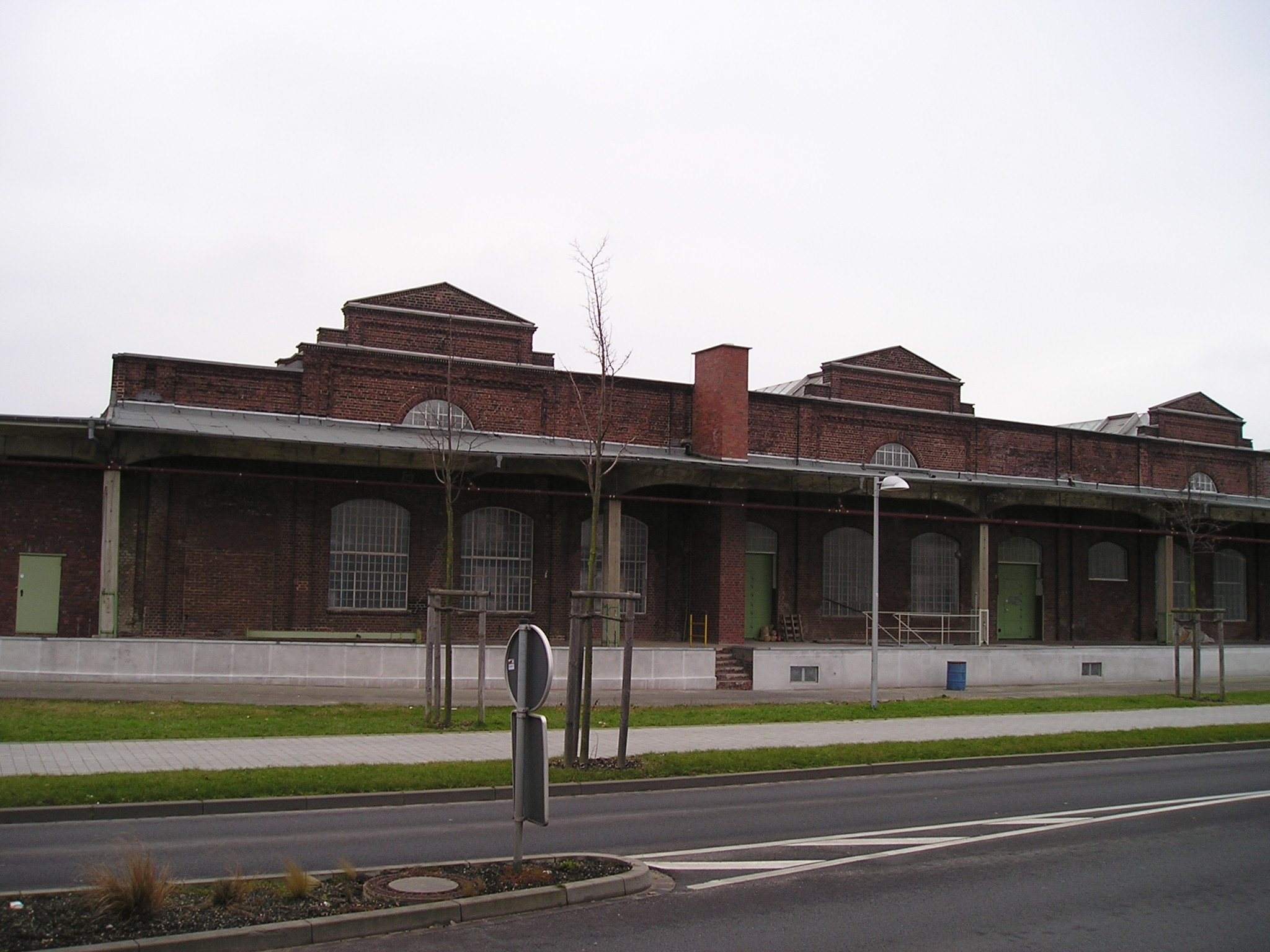